# Тиссо, Джеймс
Жак-Жозе́ф (Джеймс) Тиссо́ (фр. Jacques-Joseph Tissot, англ. James Tissot; 15 октября 1836, Нант — 8 августа 1902, Шенсе-Бюйон) — французский живописец, рисовальщик и гравёр, выдающийся жанрист и портретист эры импрессионизма, значительную часть жизни работавший в Англии.

## Биография
Родился в Нанте. Учился в парижской Школе изящных искусств, а также у Доминика Энгра и Ипполита Фландрена.
В первый раз выставился в Салоне в возрасте 23 лет. В 1861 году выставил «Встречу Фауста и Маргариты», которая была приобретена государством для Люксембургской галереи. Первый период творчества художника характеризуется его вниманием к образам хорошеньких женщин, в частности, в серии работ, названной им La Femme à Paris.
Сражался на франко-прусской войне. Подозреваемый в сочувствии к коммунарам, уехал из Парижа в Лондон, где начал учиться гравюре у сэра Сеймона Хэдена, рисовал карикатуры для журнала Vanity Fair и писал многочисленные портреты и жанровые картины.

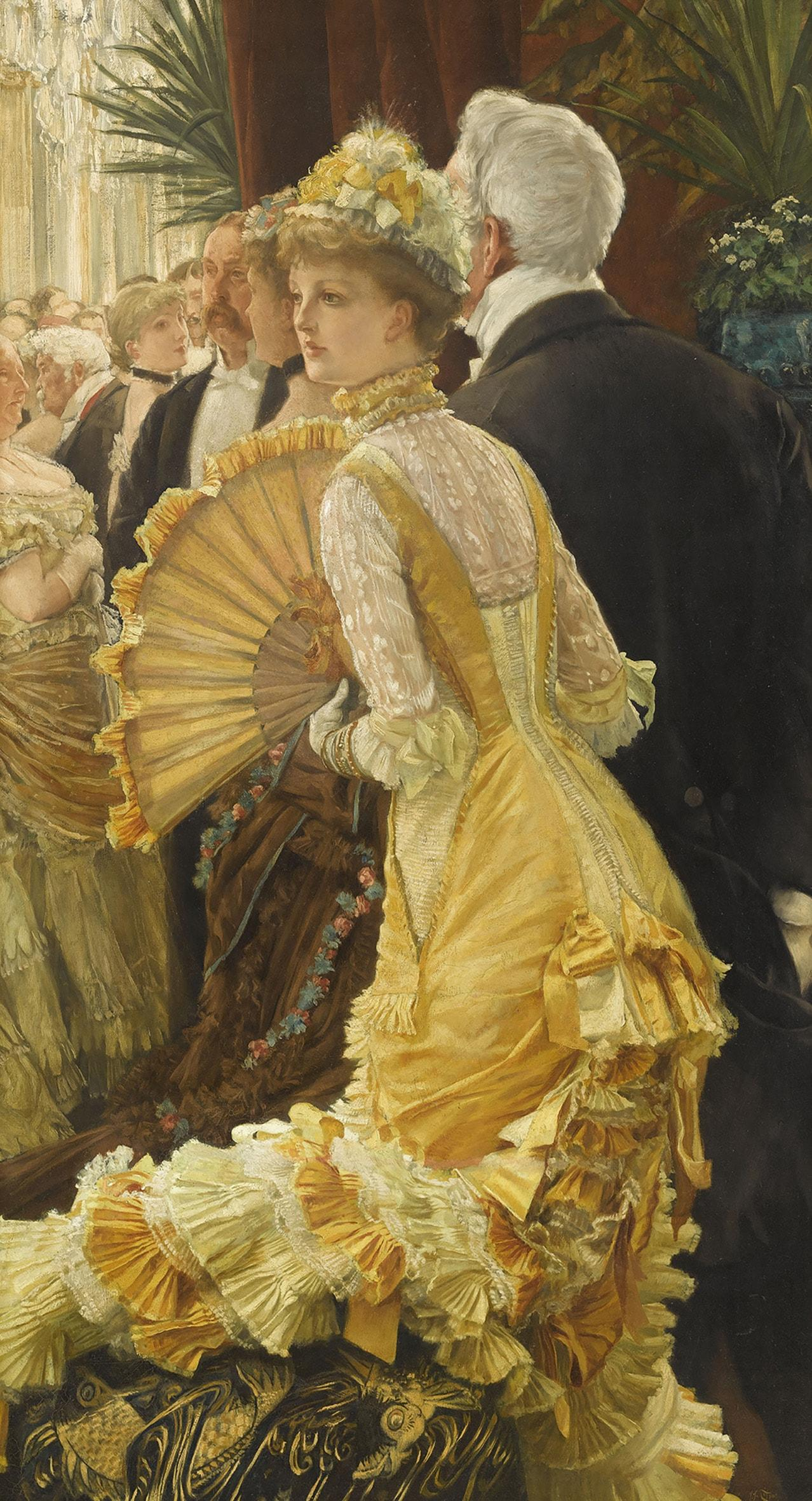
«Бал». 1880. Музей Орсе, Париж

В 1870-х годах Тиссо встретил разведённую с мужем миссис Кэтлин Ньютон, которая стала его спутницей и натурщицей для многих его полотен. Она переехала в его дом и жила с ним до своего самоубийства в 1882 году в возрасте 28 лет из-за страданий от поздней стадии туберкулёза.
Художник покинул Париж, куда он вернулся после смерти Кэтлин Ньютон, и отправился в Палестину. Он обратился к основной теме своего творчества — созданию семисот акварелей, иллюстрирующих жизнь Иисуса и Ветхий Завет. В 1896 году серия из 350 рисунков по Новому Завету была выставлена в Париже, на следующий год — в Лондоне. Затем они были опубликованы парижской фирмой «Лемерсье», заплатившей за них 1 100 000 франков. Ныне коллекция из полутысячи рисунков, акварелей и картин маслом из этой серии находится в коллекции Бруклинского музея. Затем настала очередь ветхозаветных сюжетов, работой над которыми он продолжал заниматься до самой смерти.
8 августа 1902 года Тиссо скоропостижно скончался во Франции, в замке Бюйон (фр. Château de Buillon) — бывшем аббатстве, унаследованном от своего отца в 1888 году. Его могила находится в часовне, расположенной на территории замка.
Среди художников, формировавшихся под влиянием Тиссо, — Джордж Клаузен и Роман Сирера Рибера.
В художественных фильмах «Индиана Джонс: В поисках утраченного ковчега» для образа Ковчега Завета и «Эпоха невинности» для тем образа жизни картины художника послужили основой образов.
В первой половине XX века вновь возник интерес к его портретам модных дам, и примерно пятьдесят лет спустя они достигли рекордных цен.

## Галерея

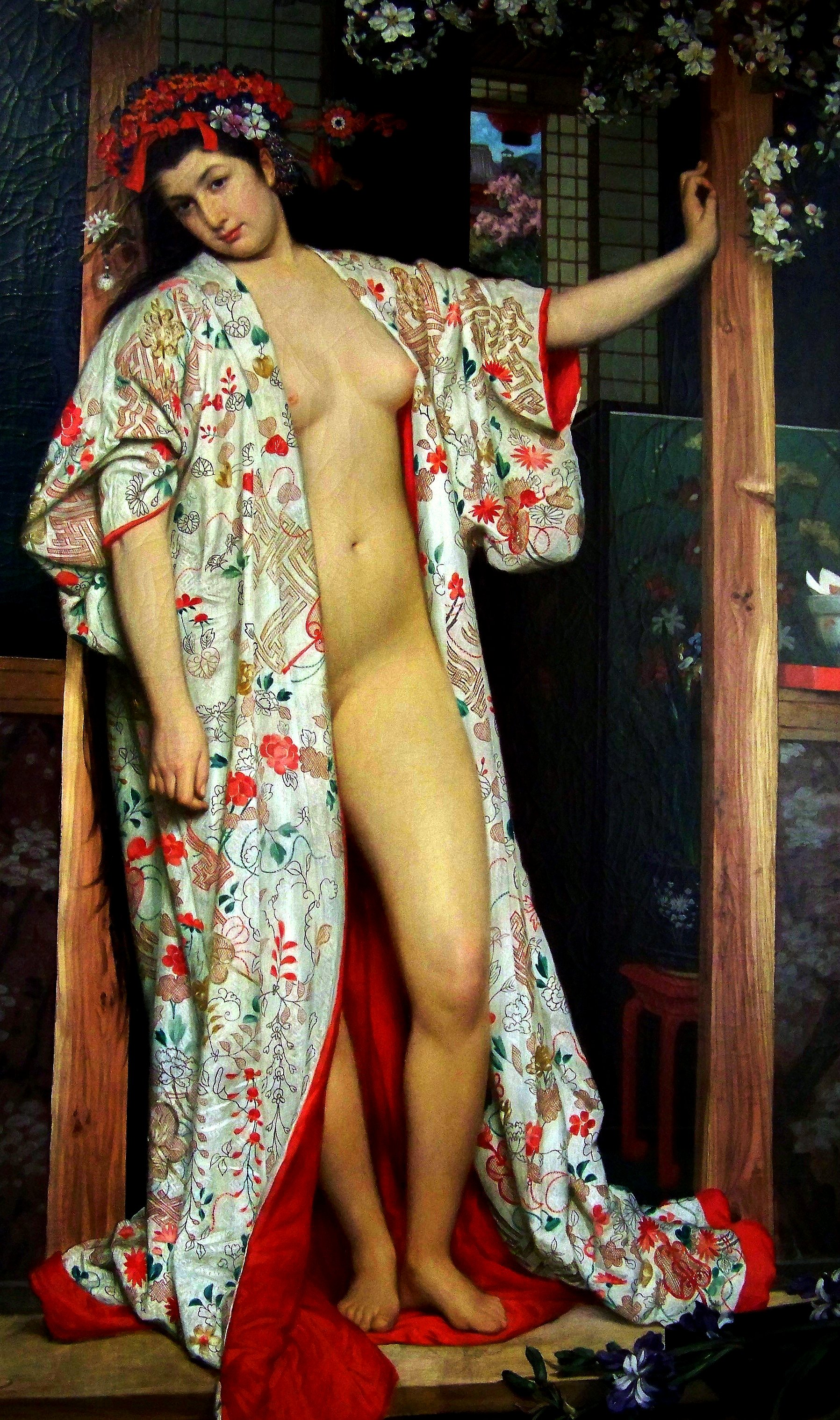
Японка в бане, 1864 г.
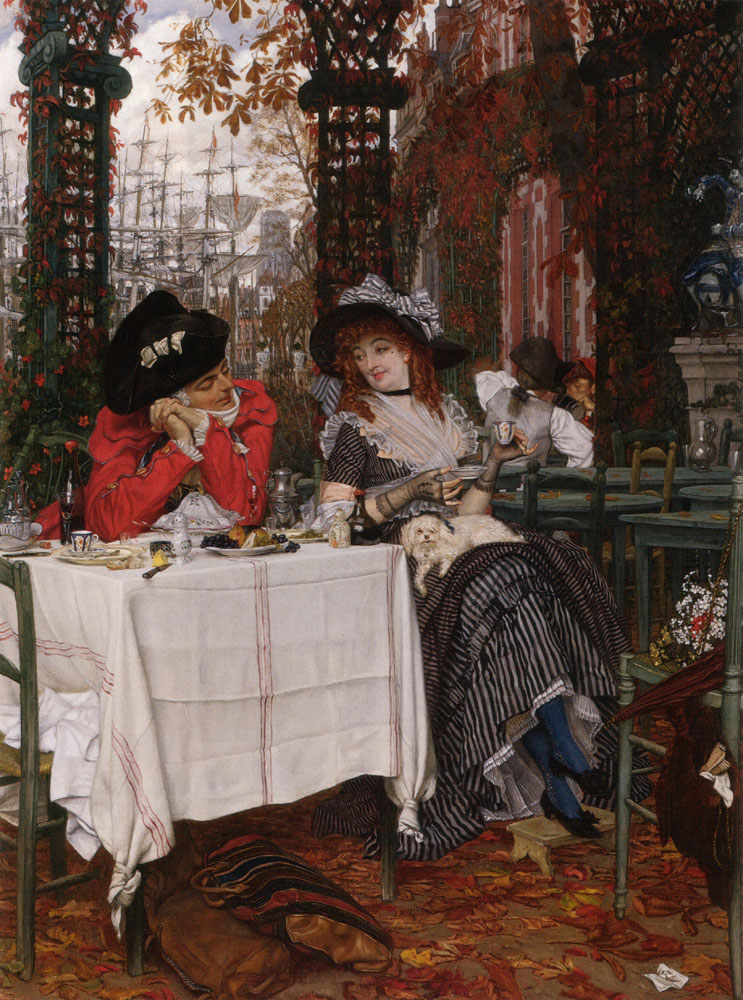
Ужин, 1868 г.
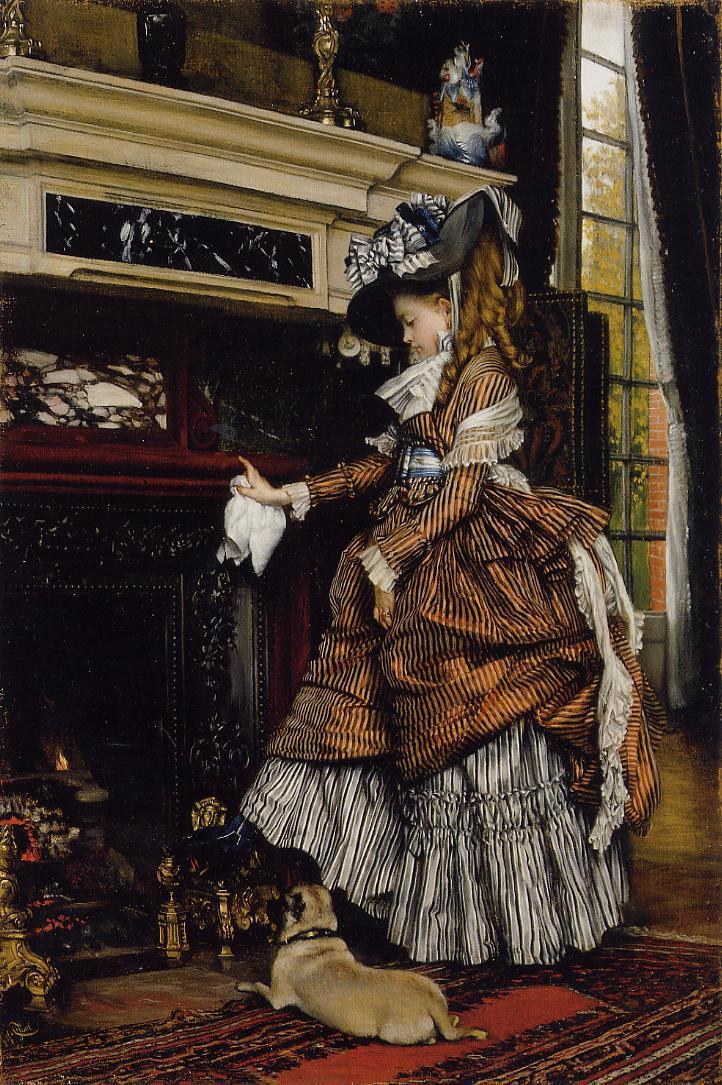
Камин, 1869 г.
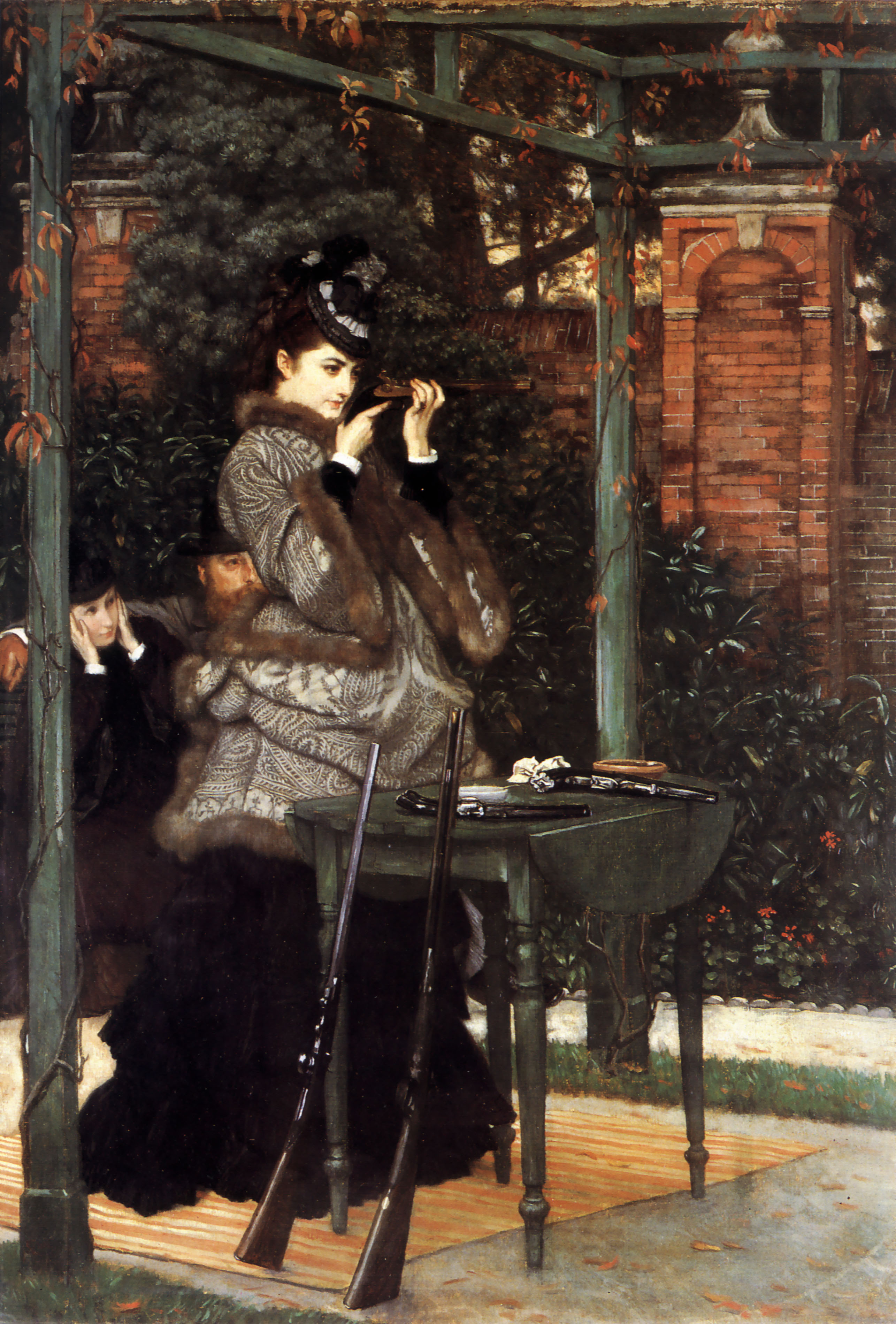
На стрельбище, 1869 г.
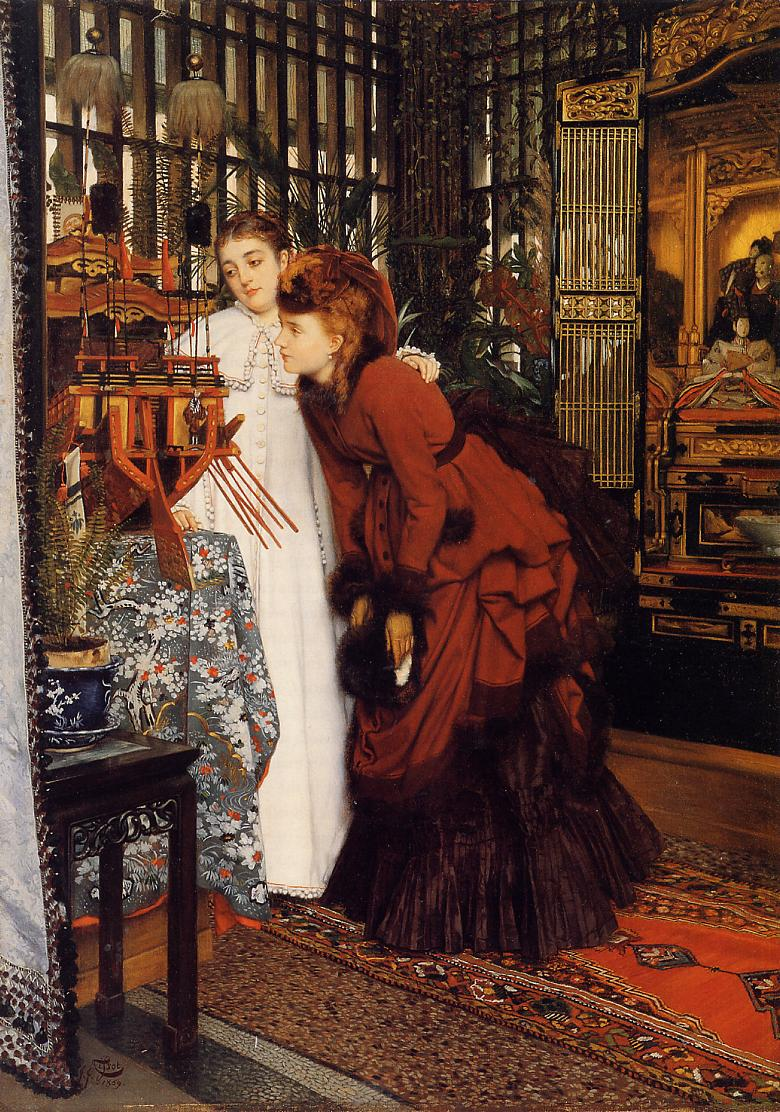
Юные леди, рассматривающие японские предметы, 1869 г.
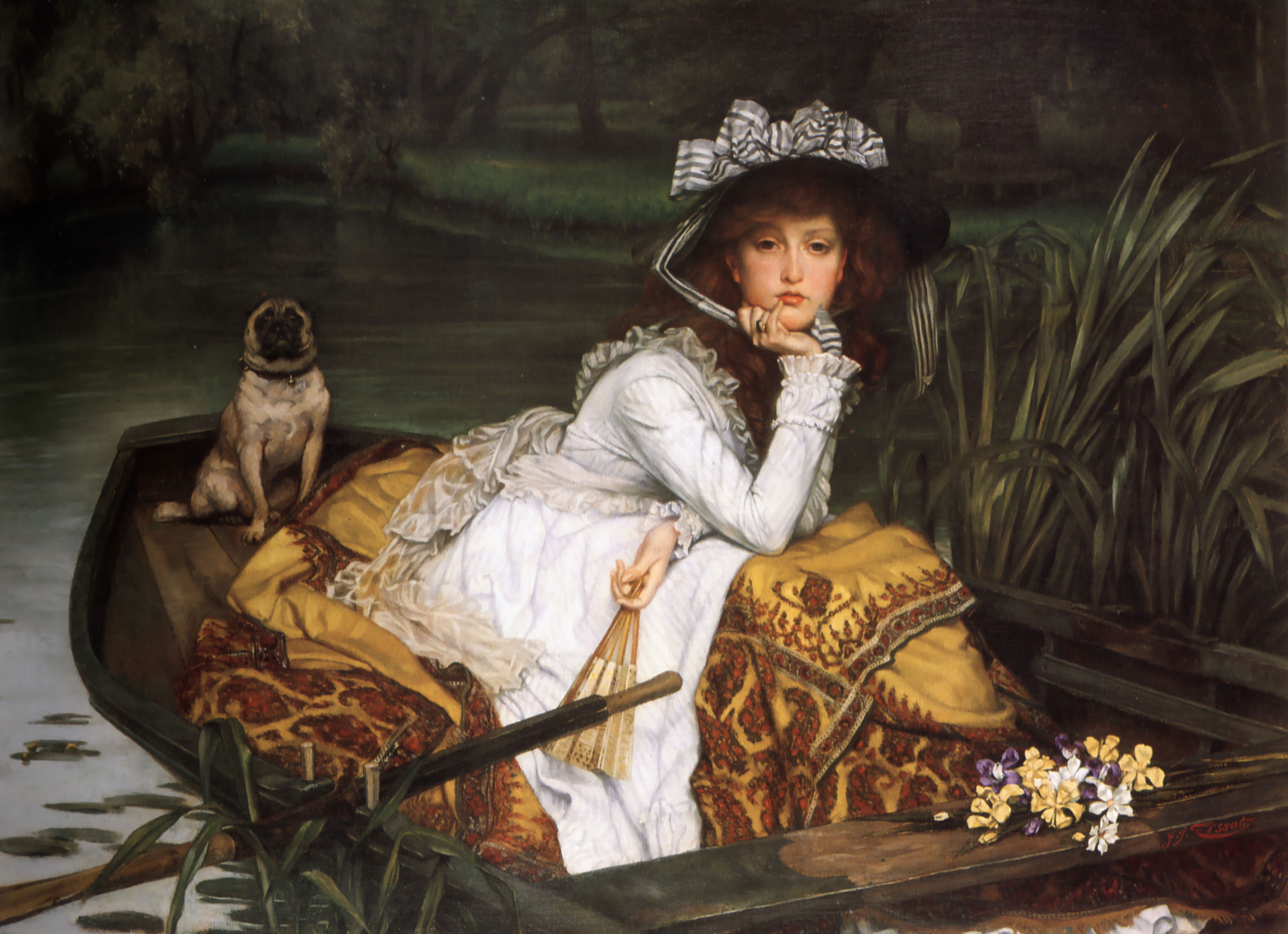
Юная леди в лодке, 1870 г.
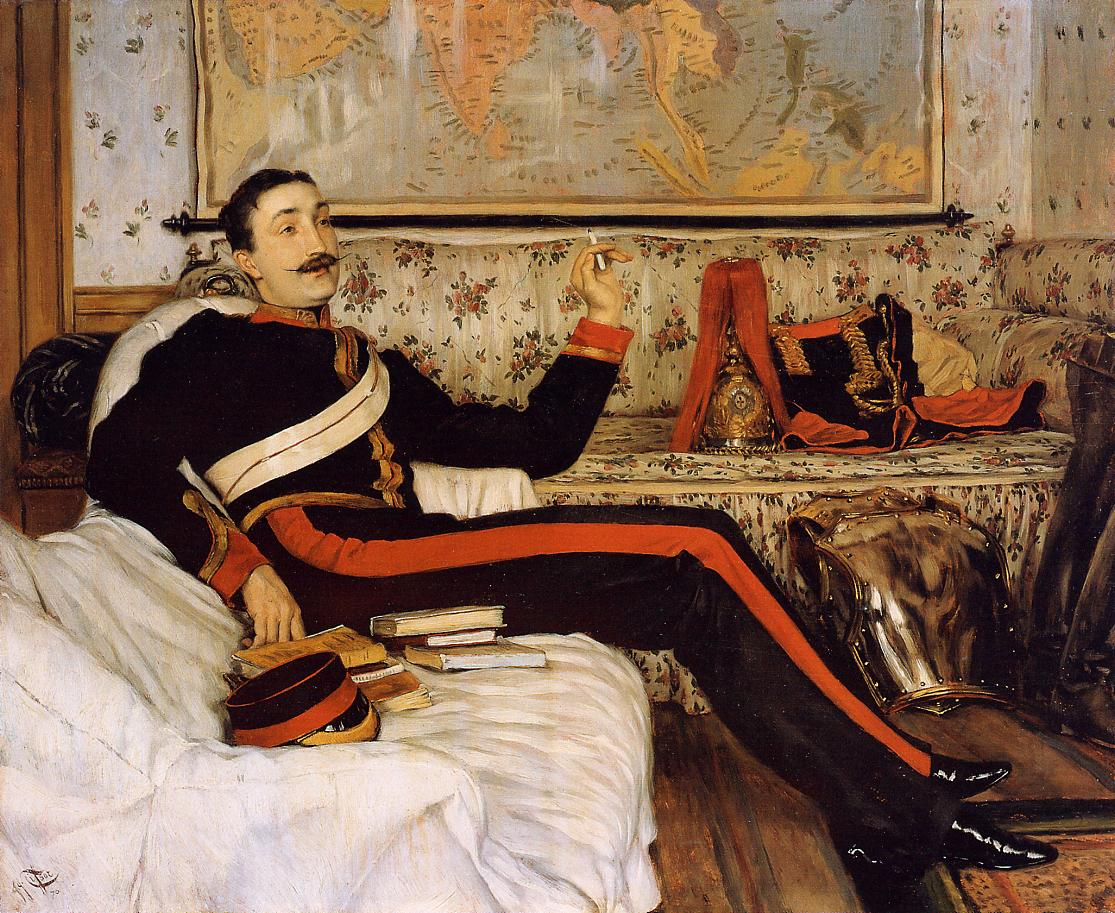
Капитан Фредерик Густавус Бернаби, 1870 г.
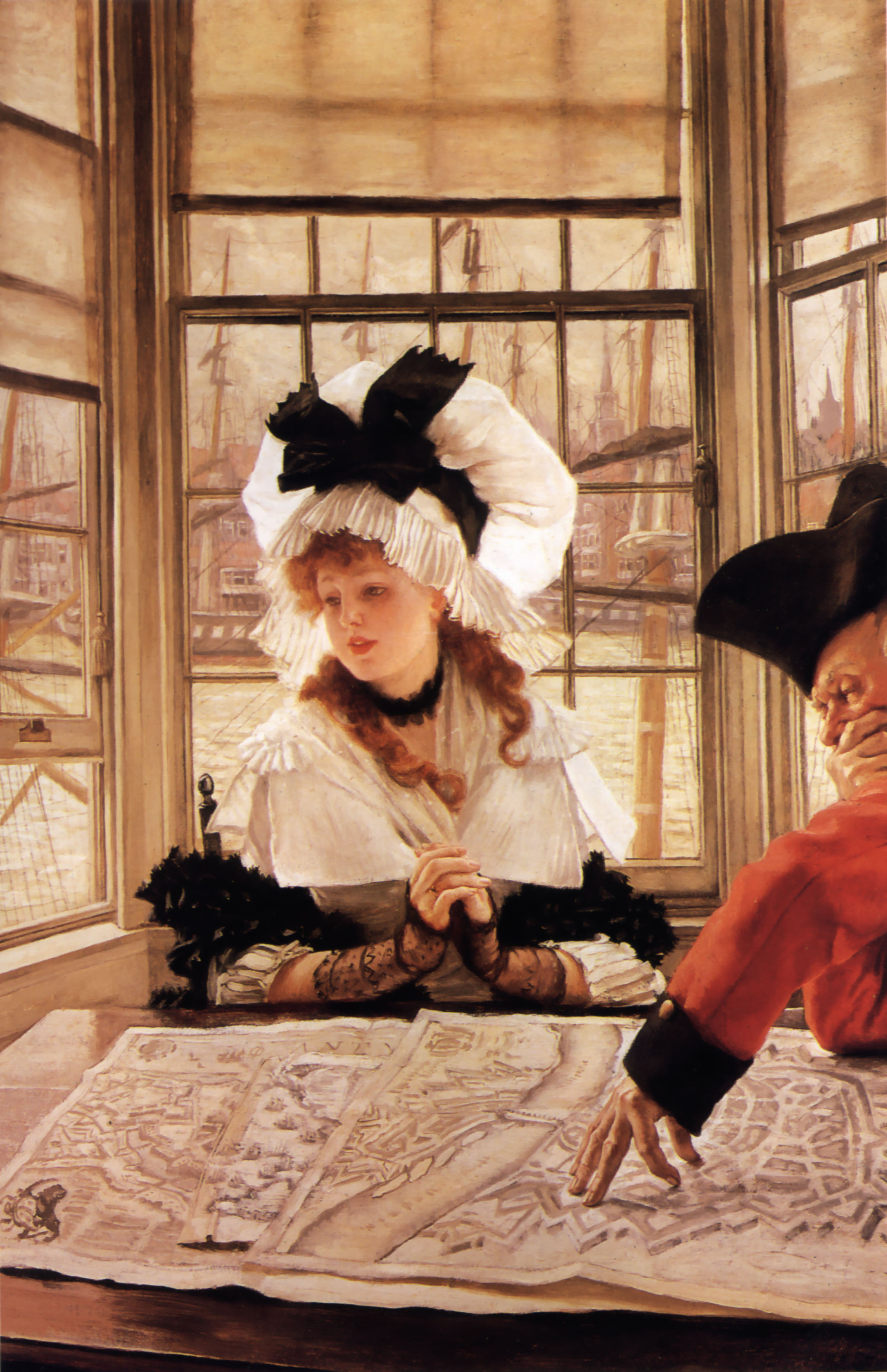
Утомительная история, ок. 1872 г.
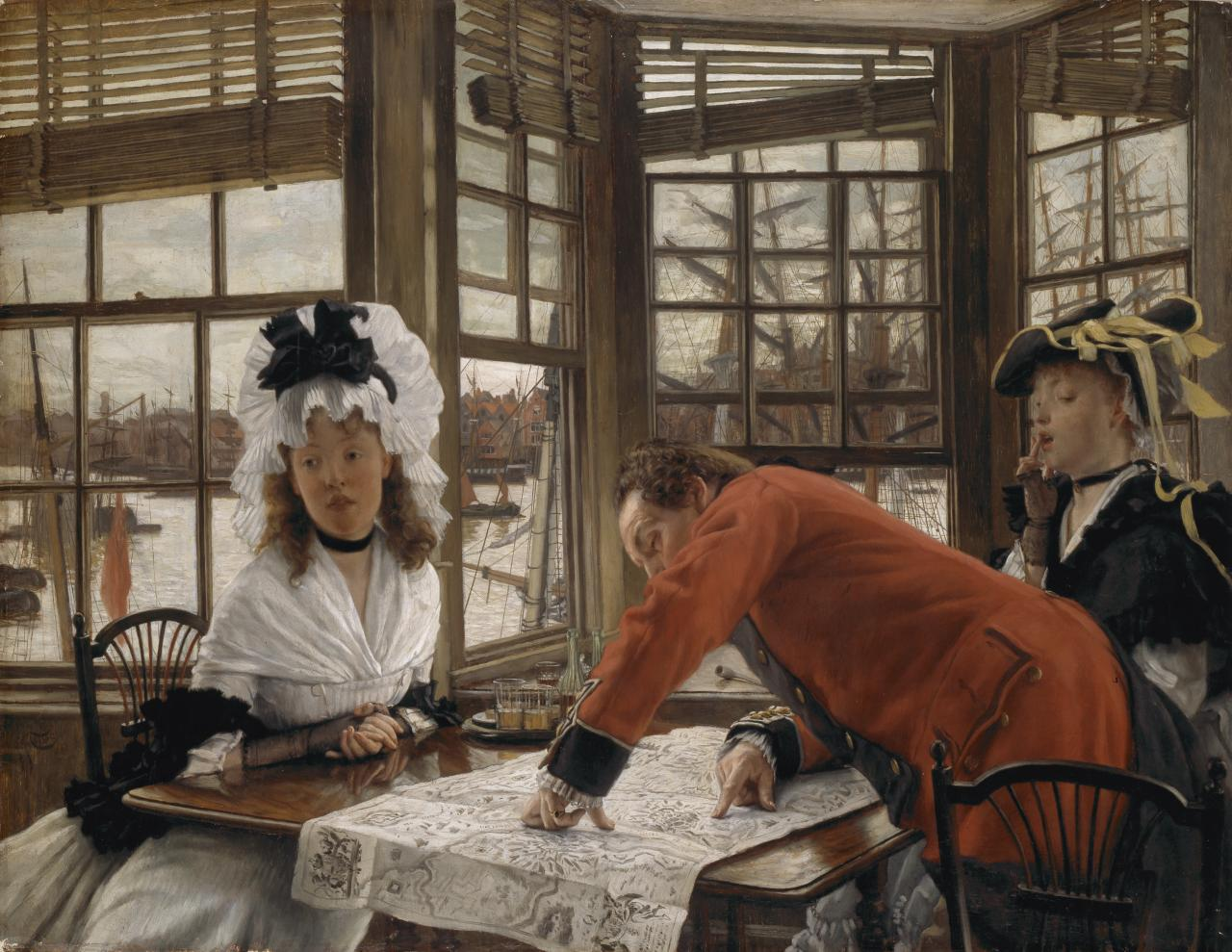
Интересная История, ок. 1872 г.
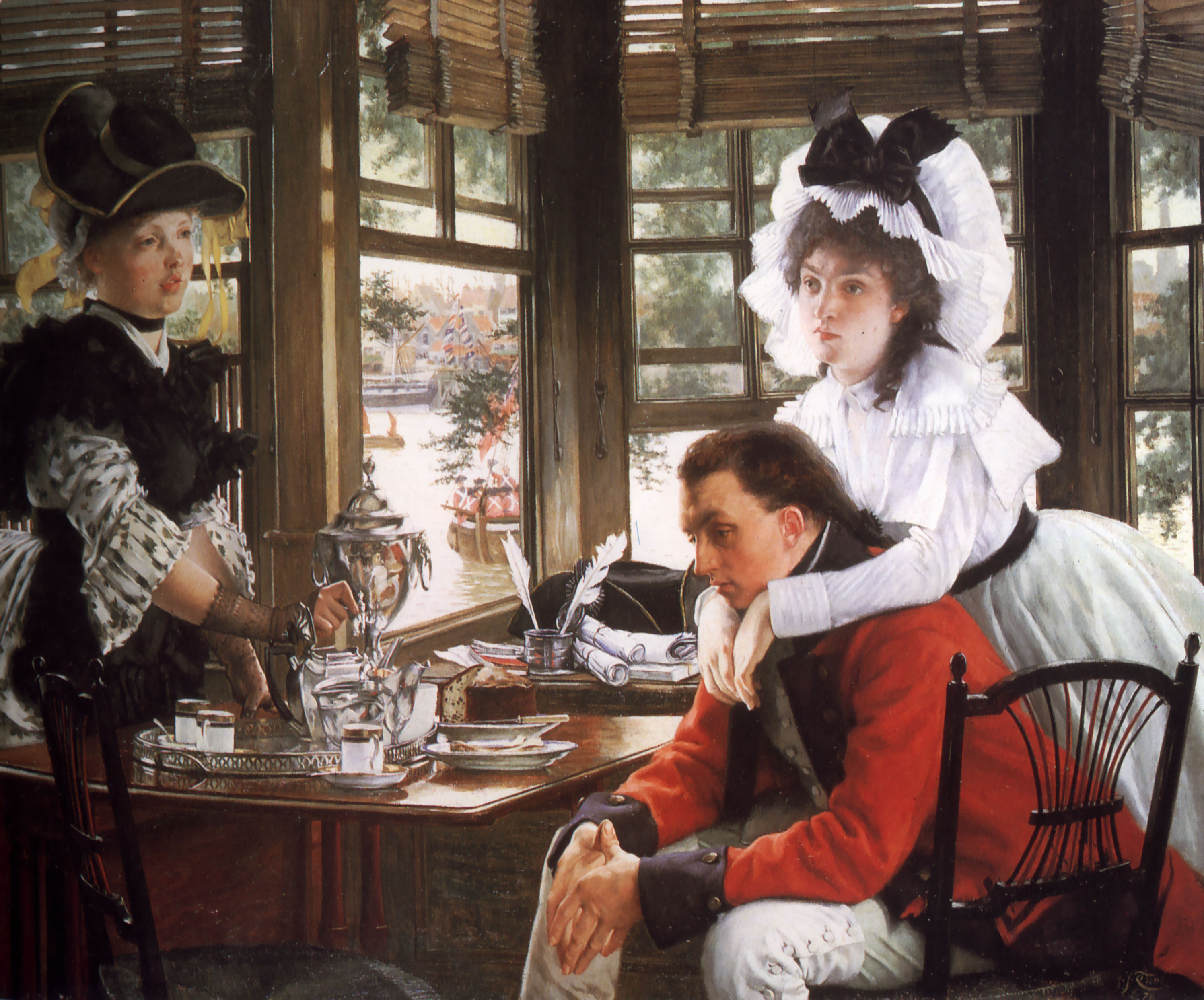
Плохие новости, 1872 г.
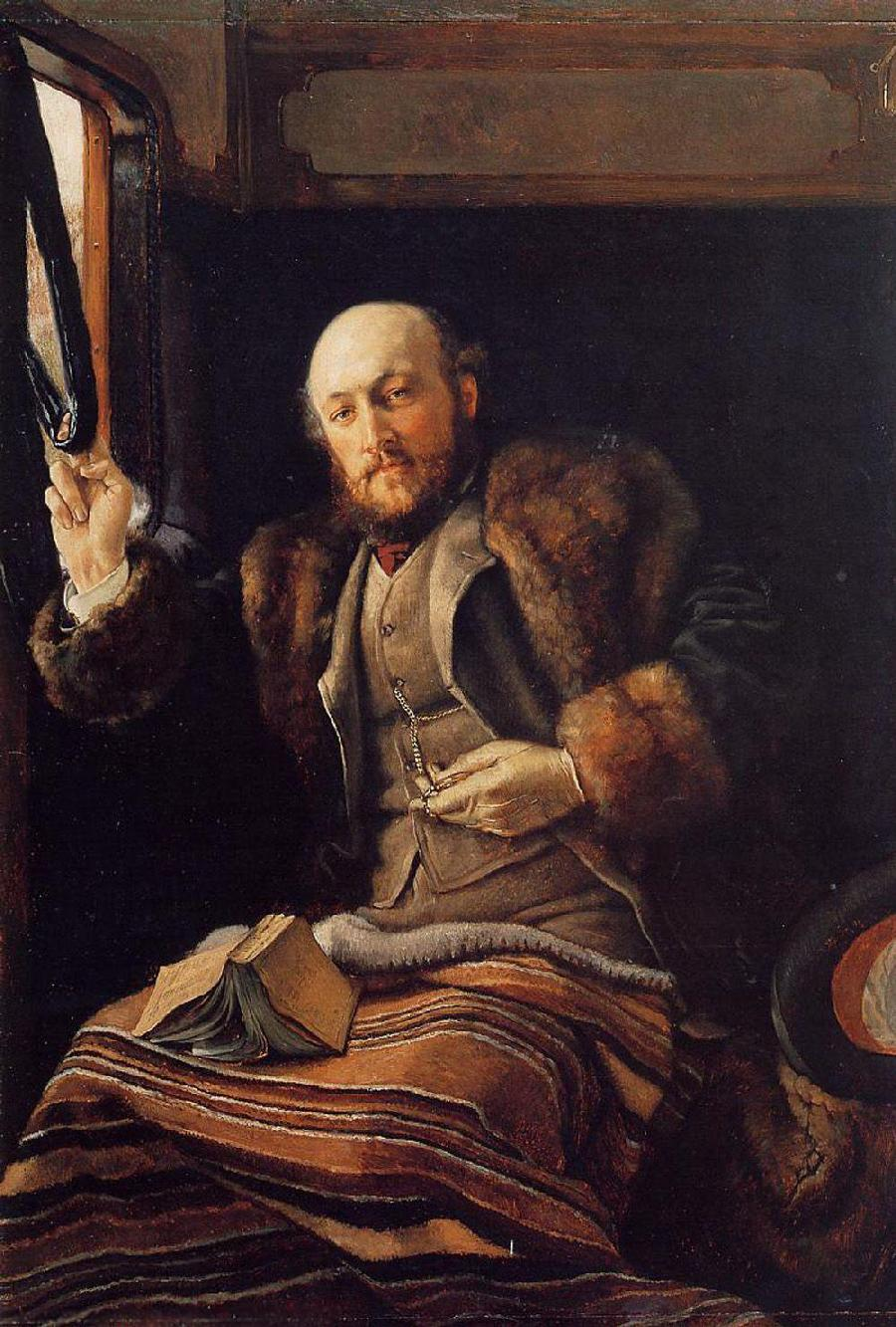
Джентльмен в железнодорожном вагоне, 1872 г.
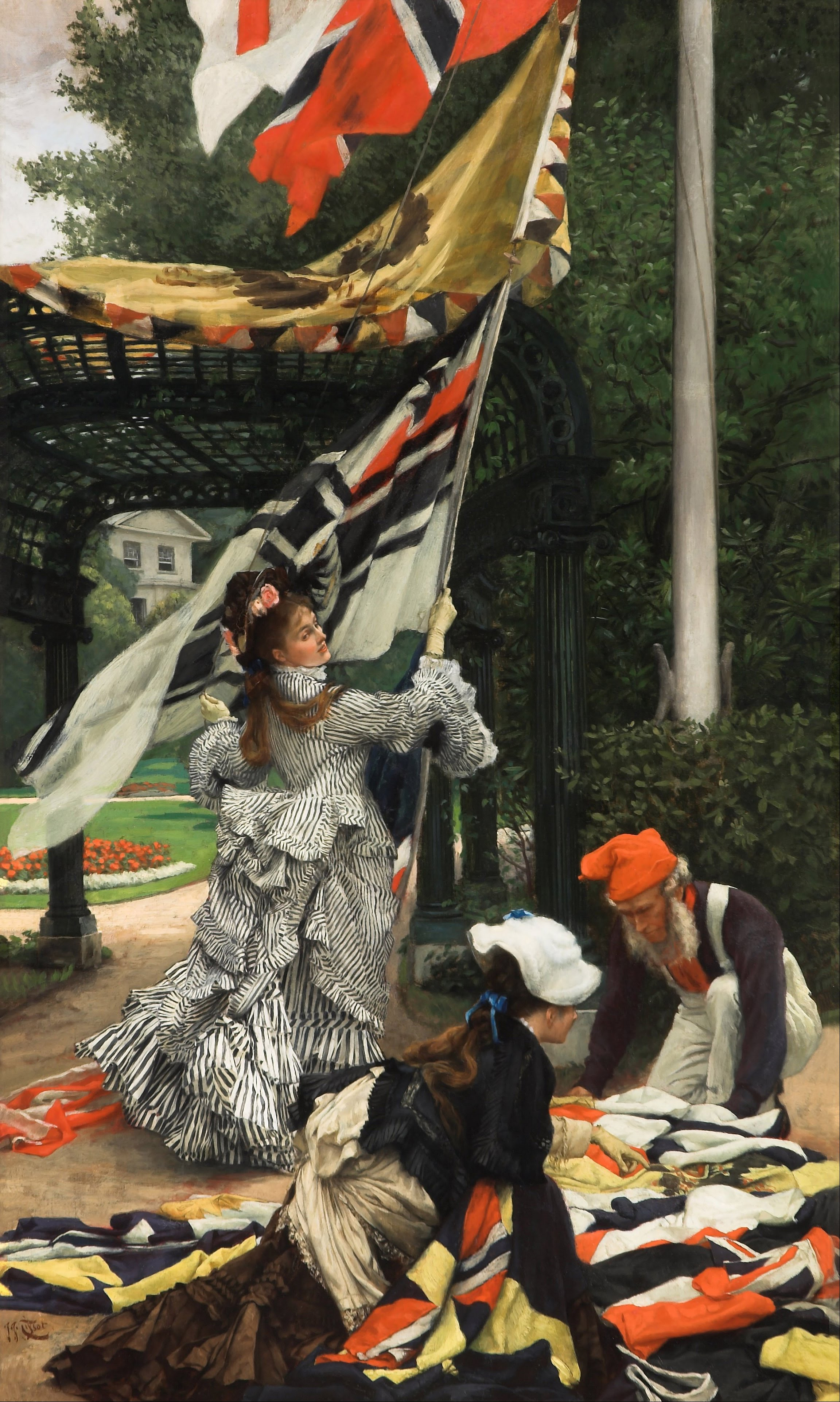
Всё ещё на вершине, 1873 г.
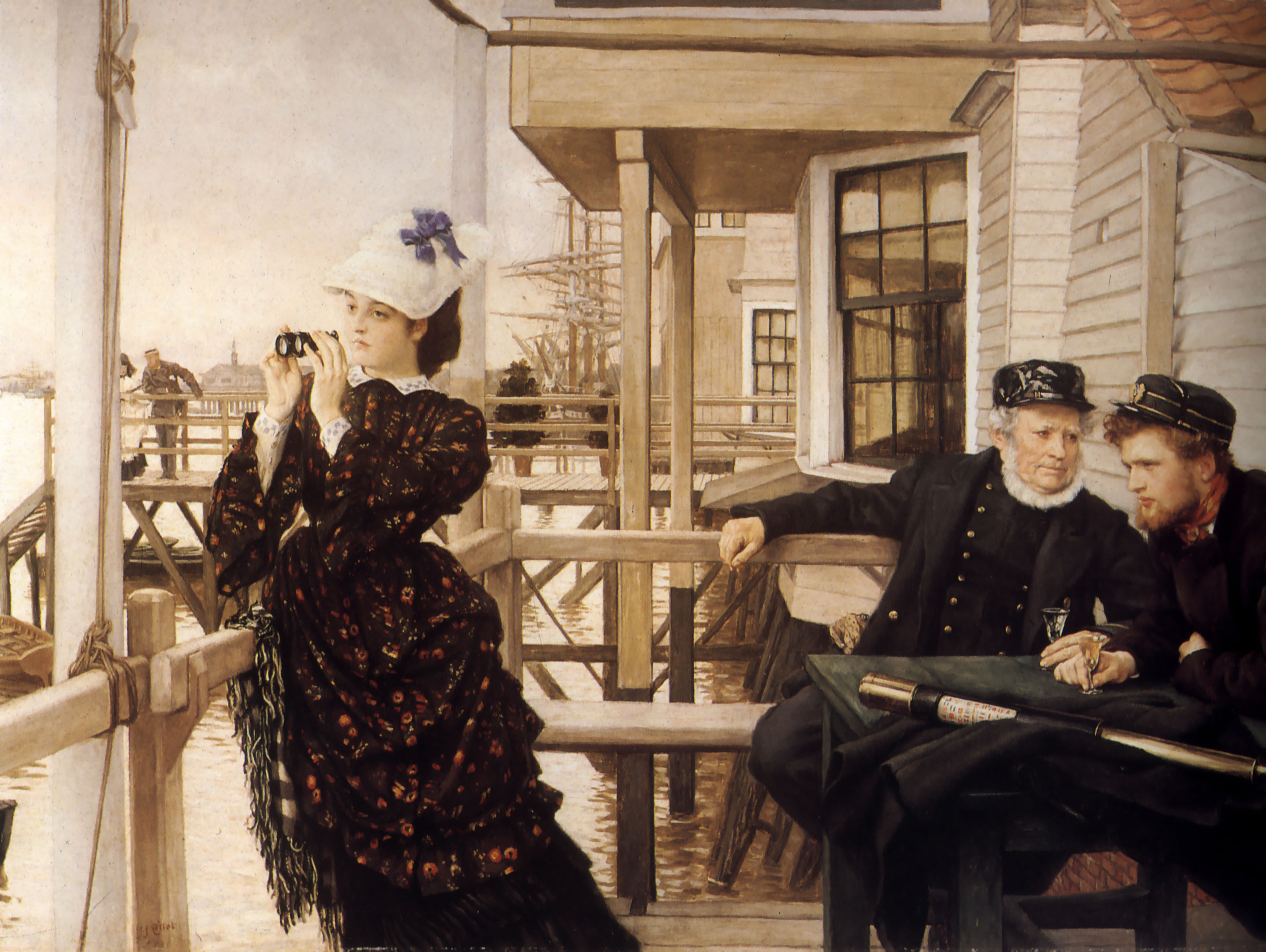
Капитанская дочка, 1873 г.
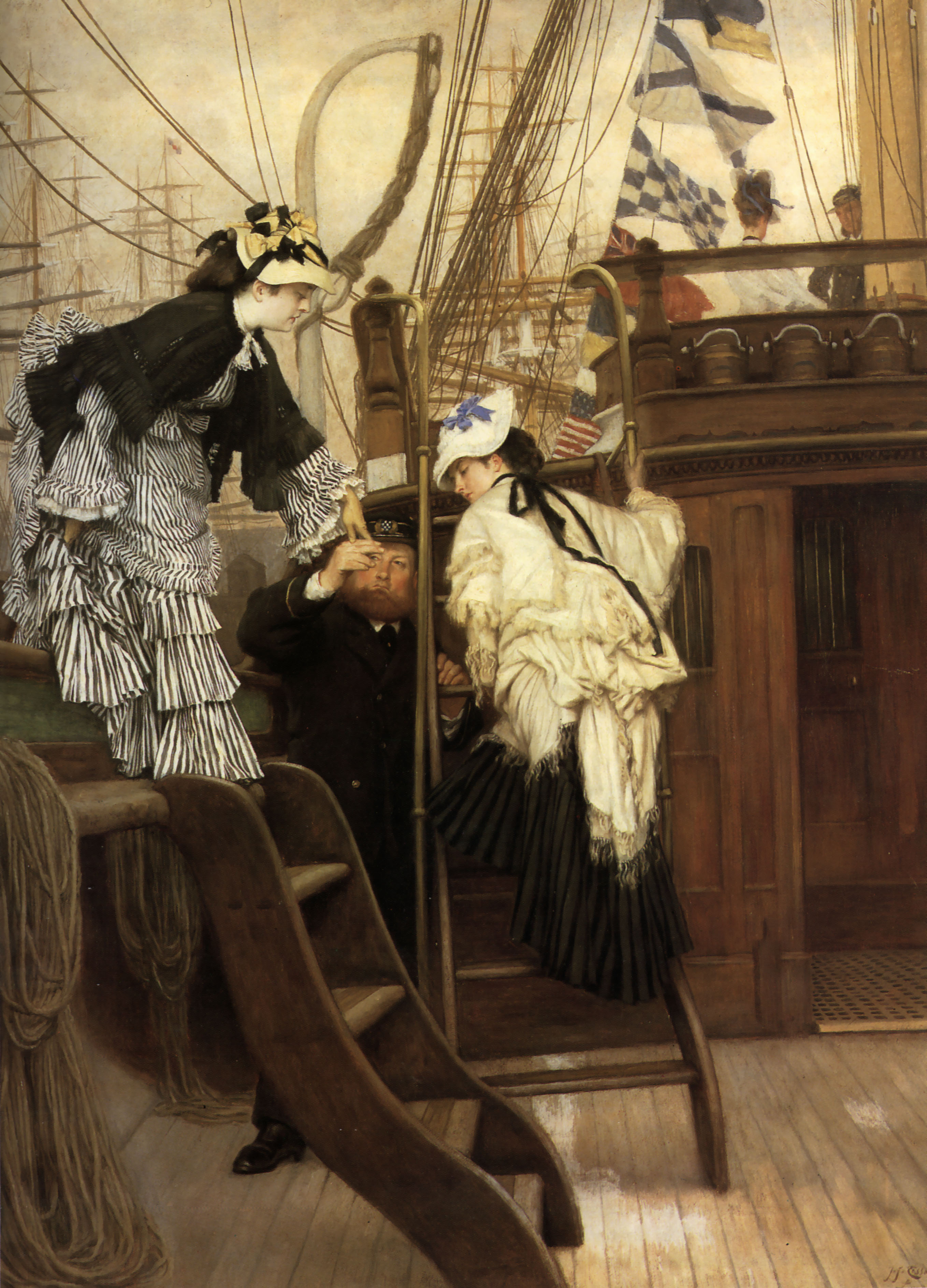
Посадка на яхту, 1873 г.
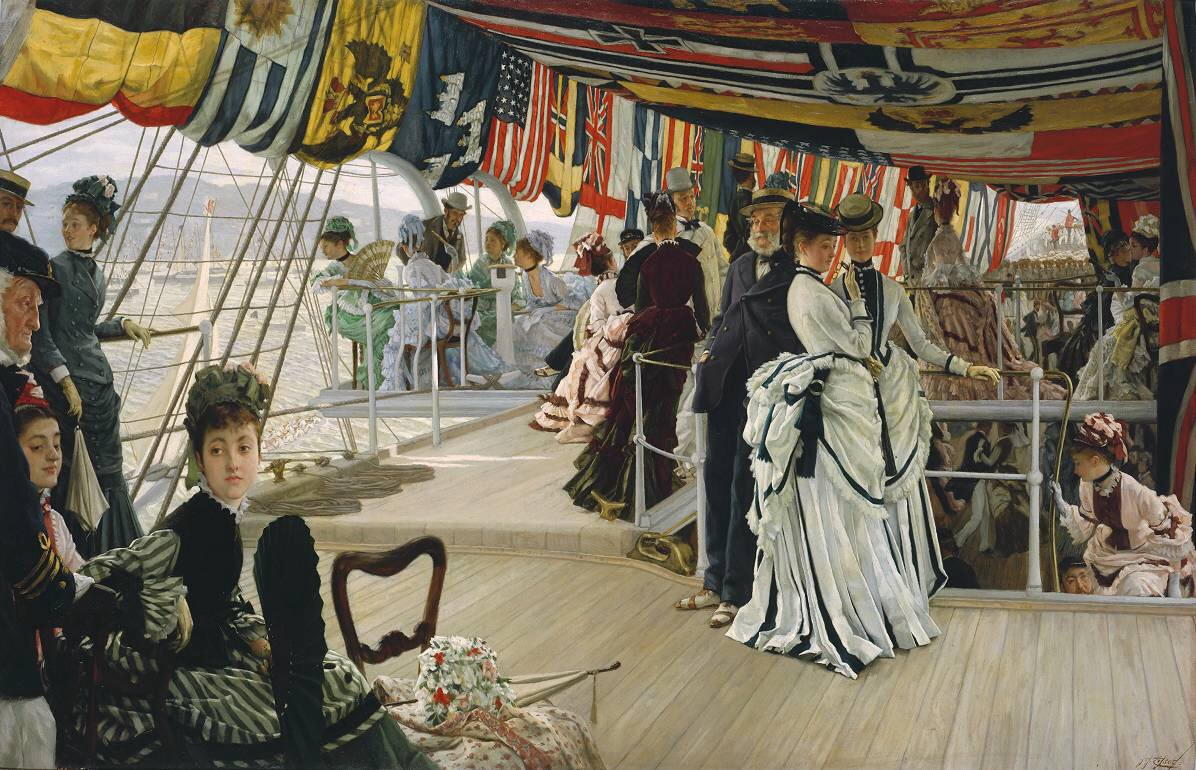
Бал на борту корабля, 1874 г.
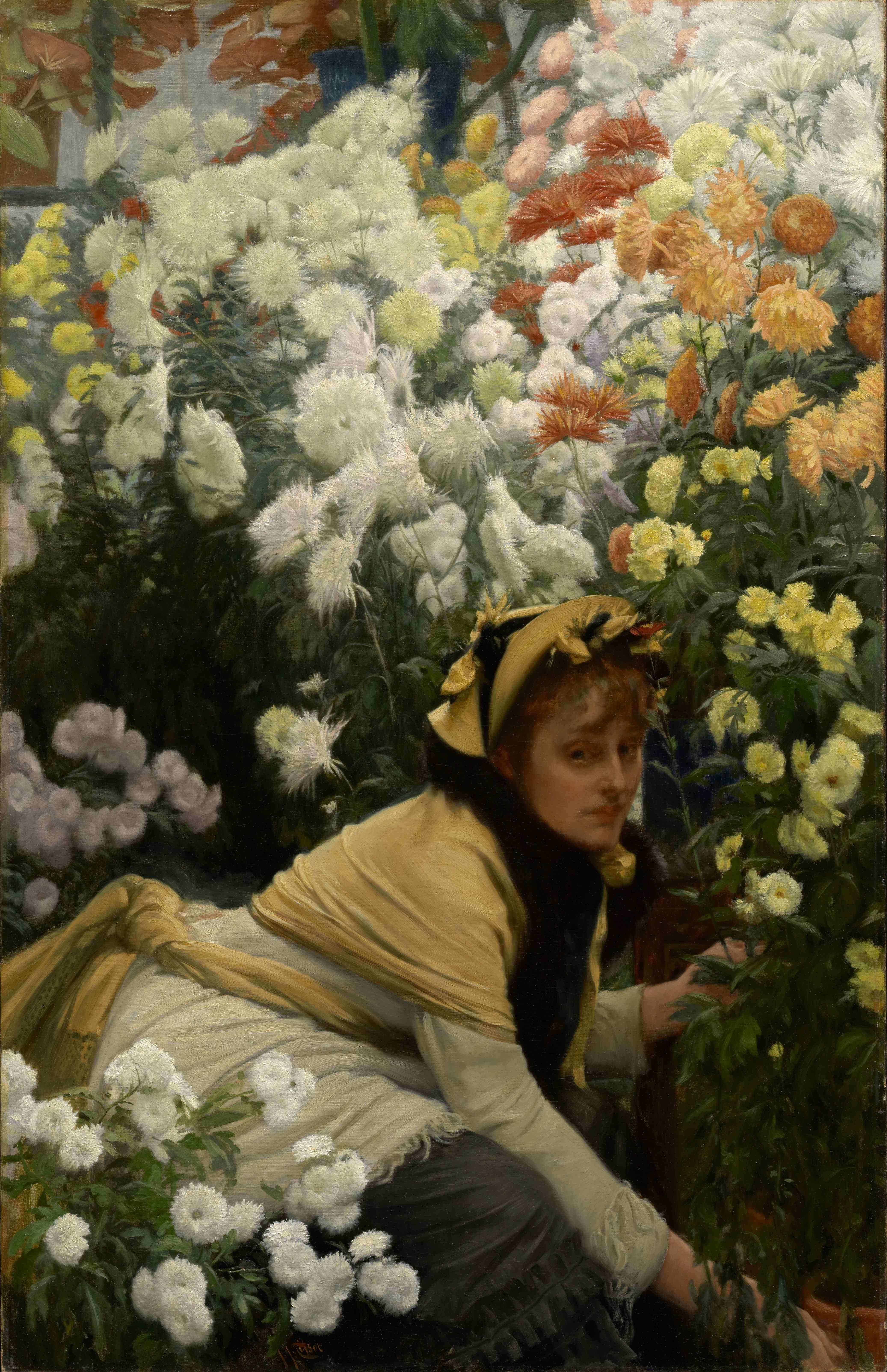
Хризантемы, 1875 г.
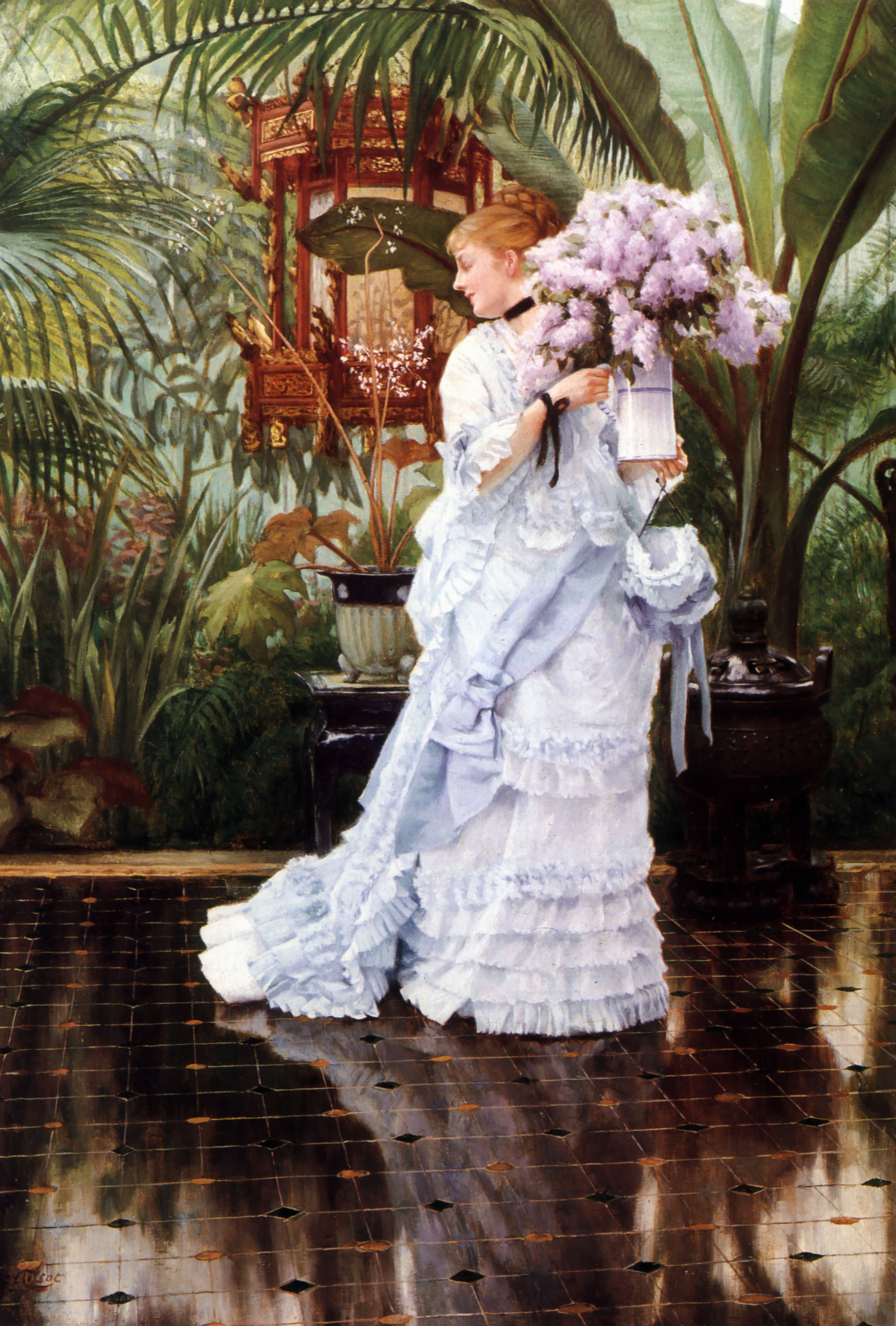
Сирень, 1875 г.
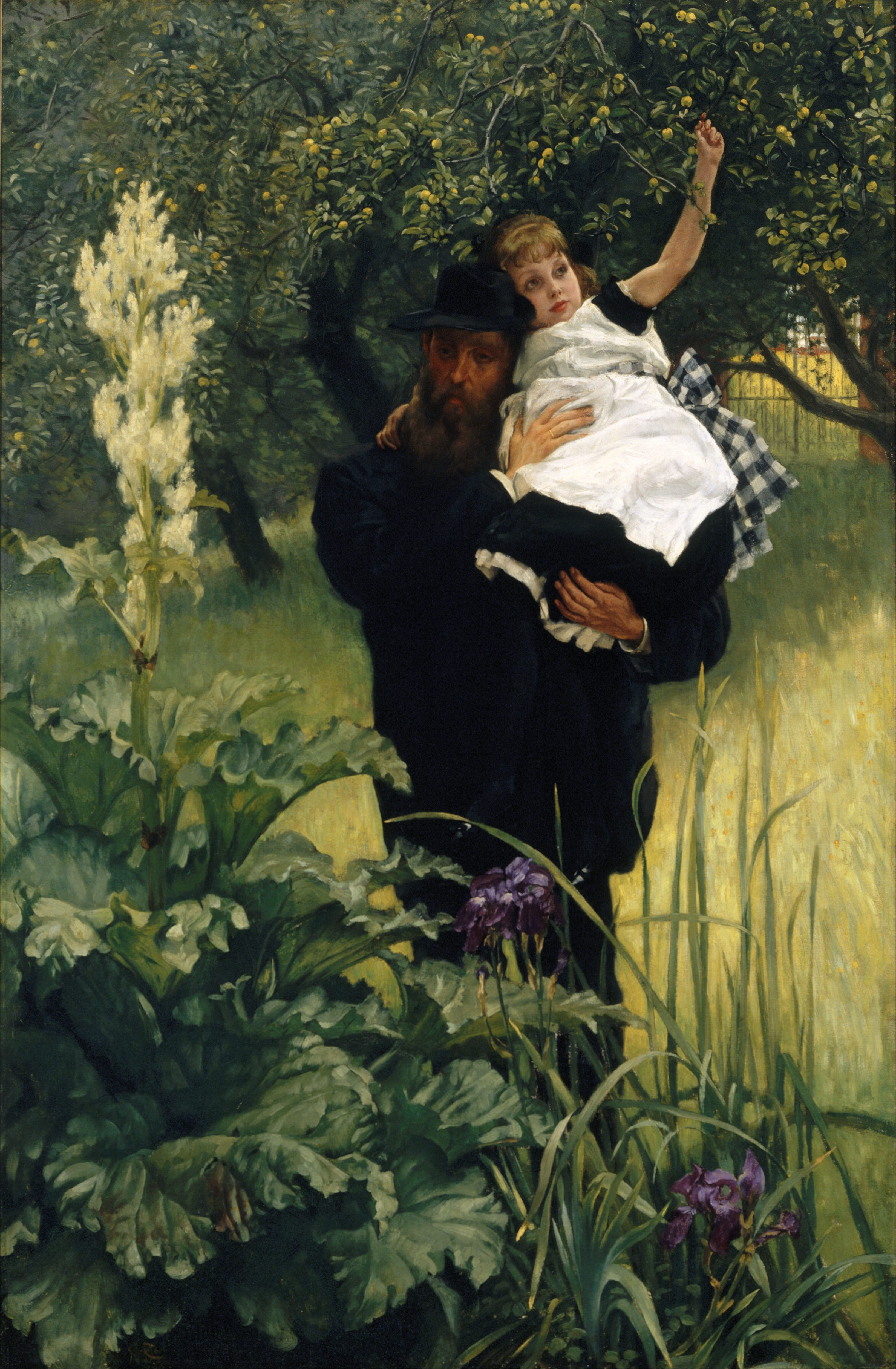
Вдовец, 1876 г.
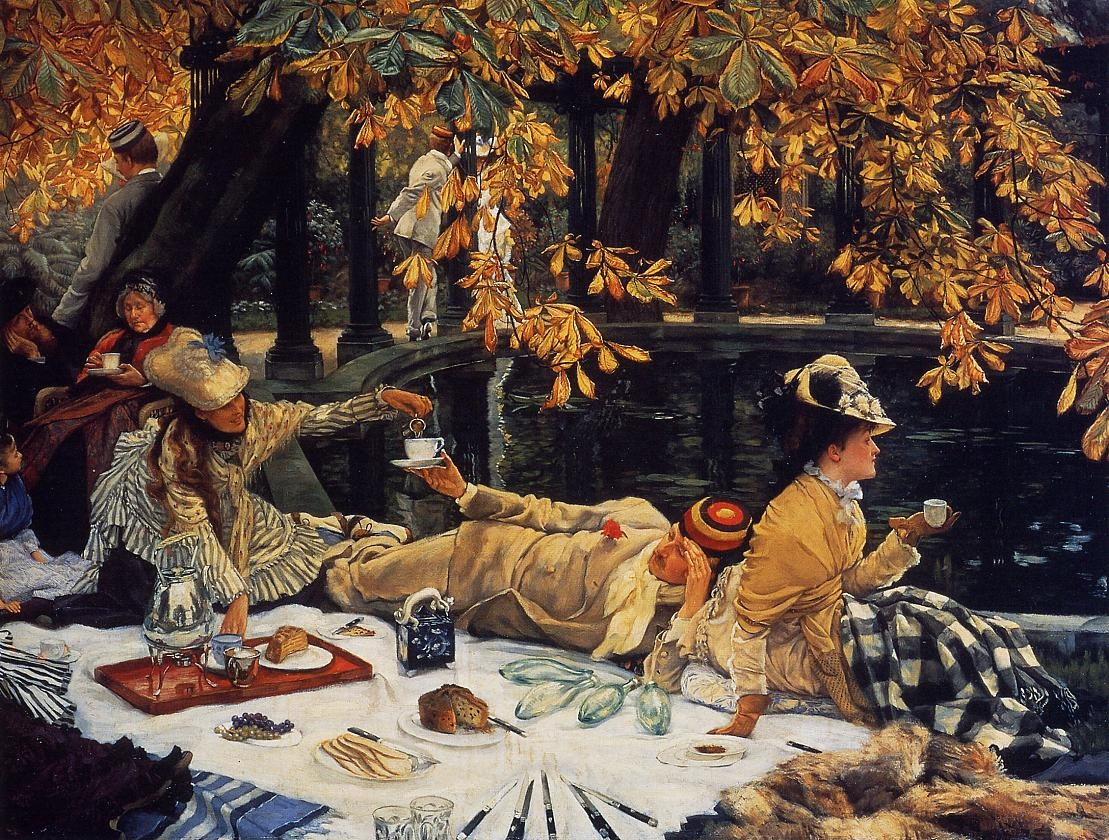
Праздник, 1876 г.
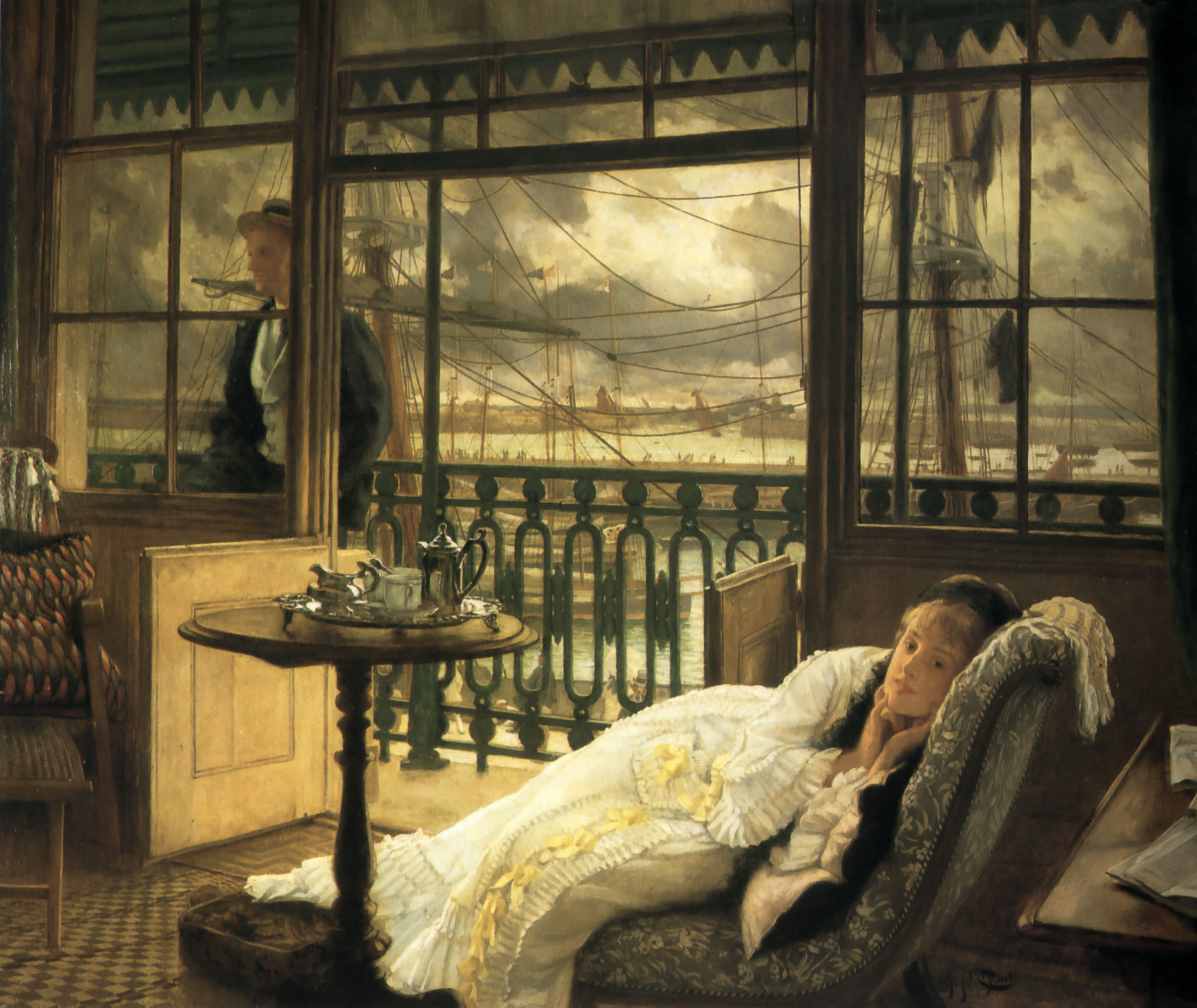
Проходящий шторм, 1876 г.
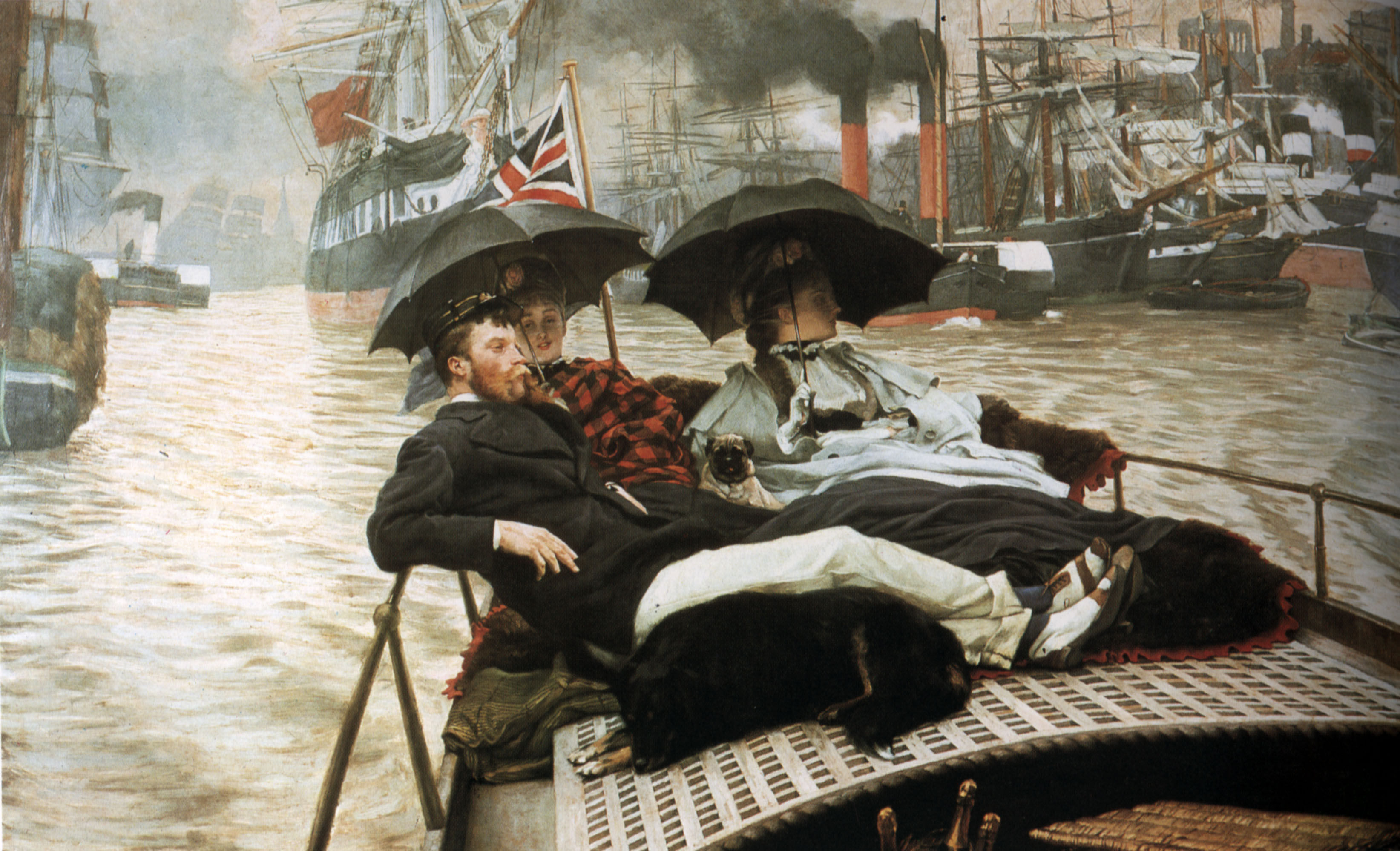
Темза, 1876 г.
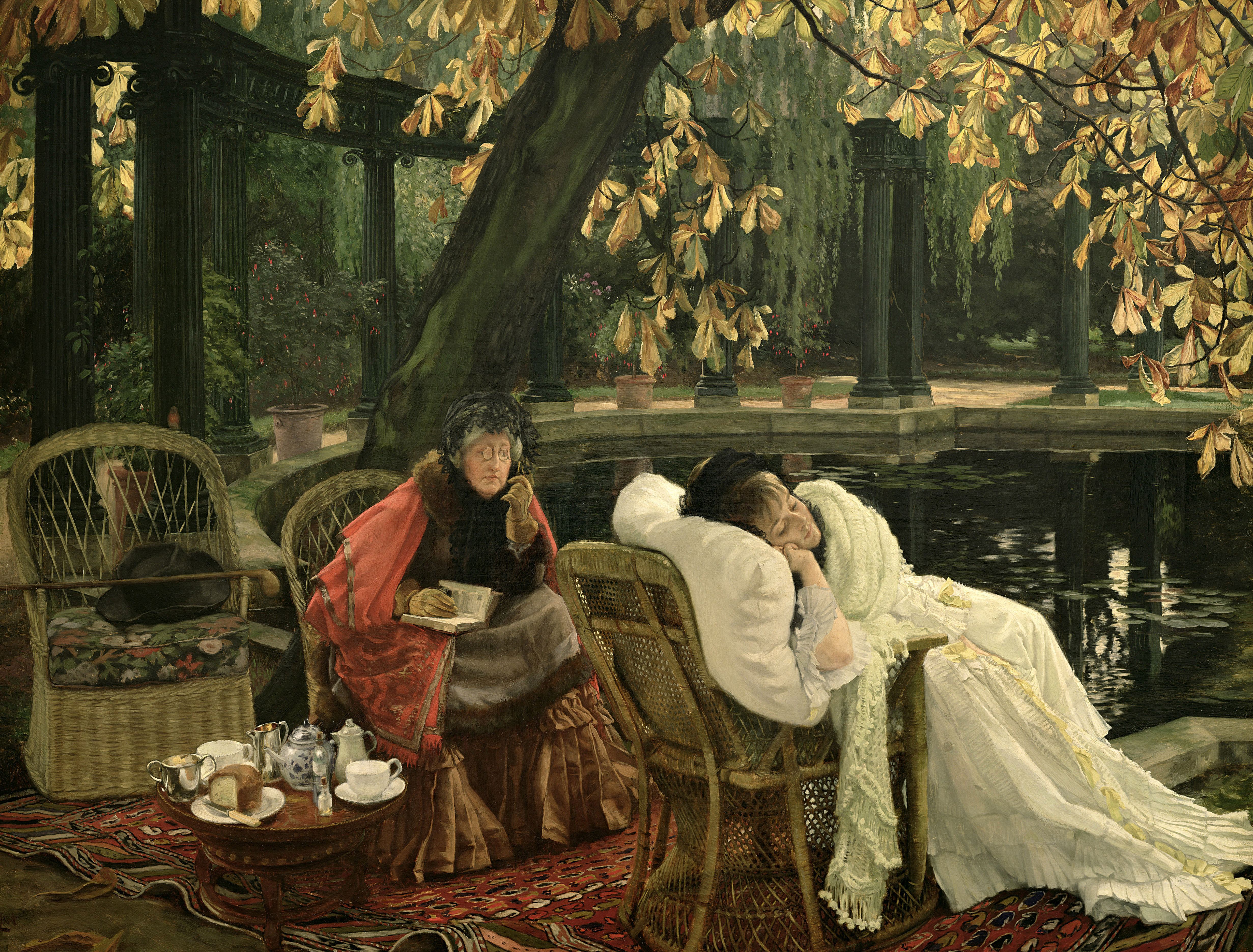
Выздоравливающая, ок. 1876 г.
Игра в прятки, 1877 г.
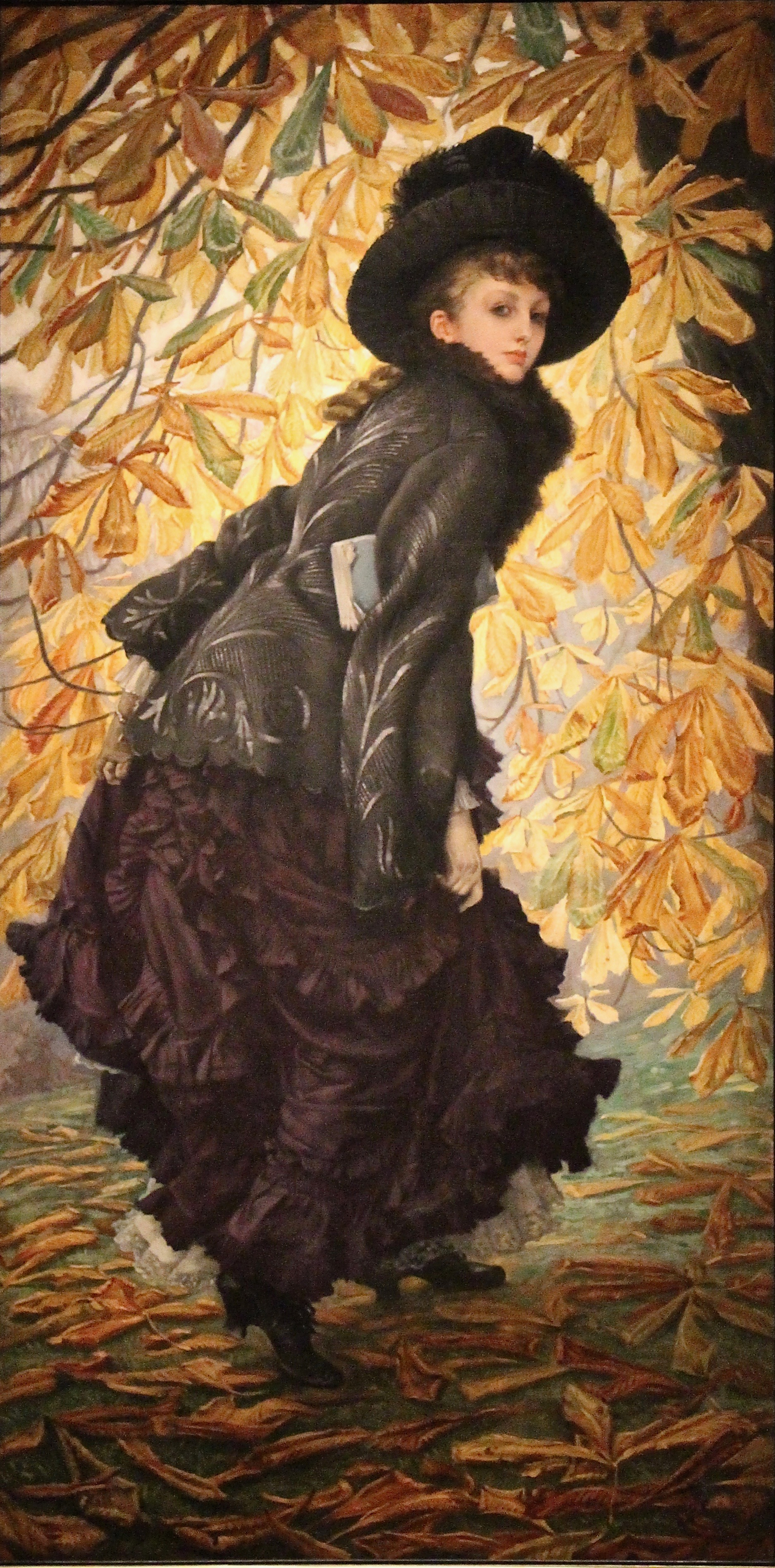
Октябрь, 1877 г.
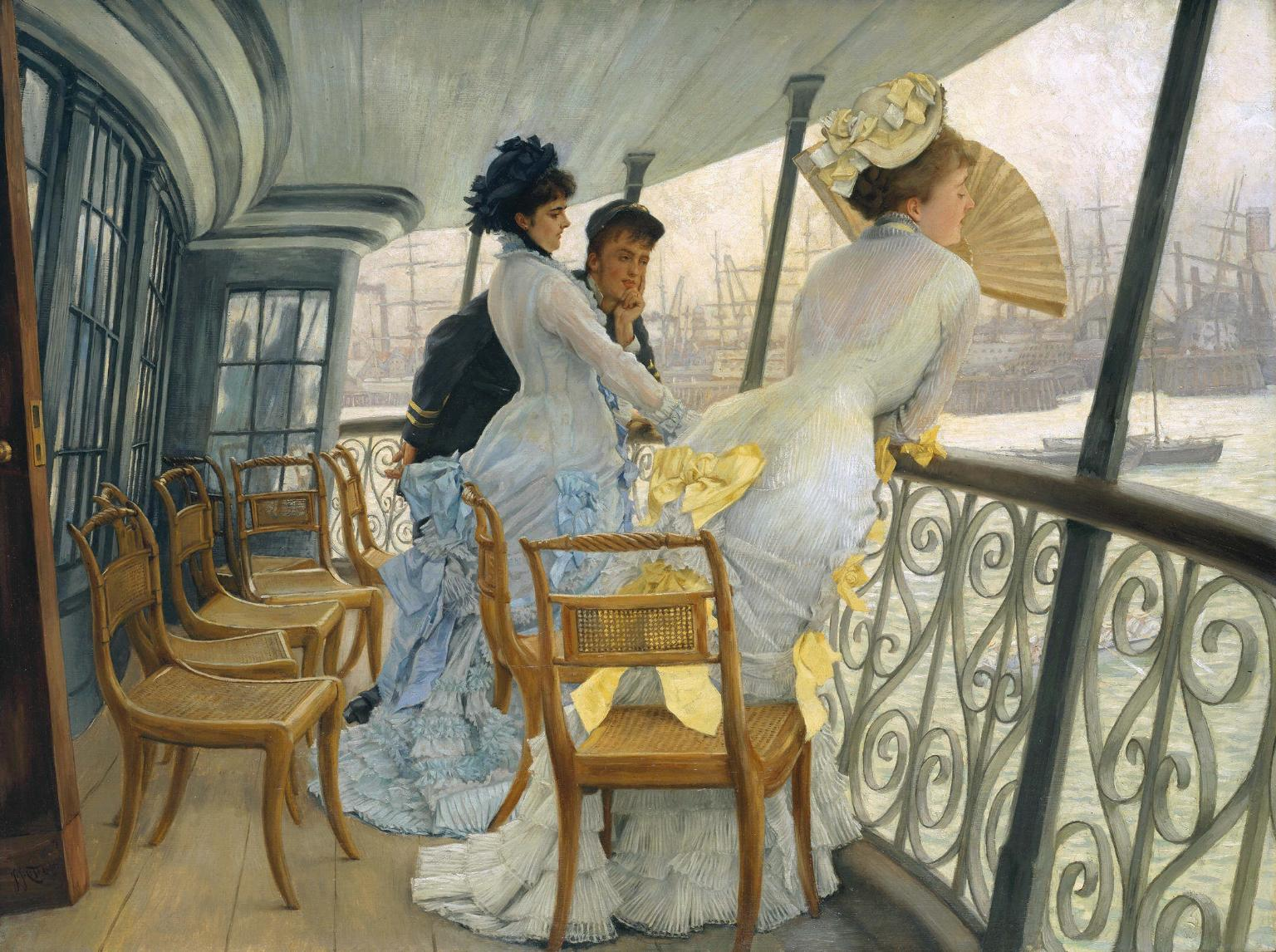
Офицер и дамы на борту HMS Calcutta, 1877 г.
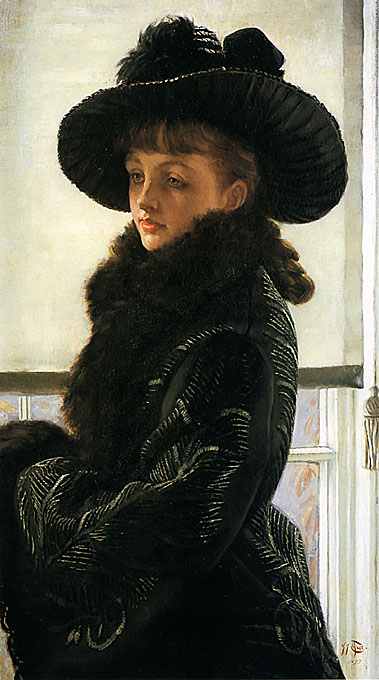
Мавурнин, Кэтлин Ньютон, 1877 г.
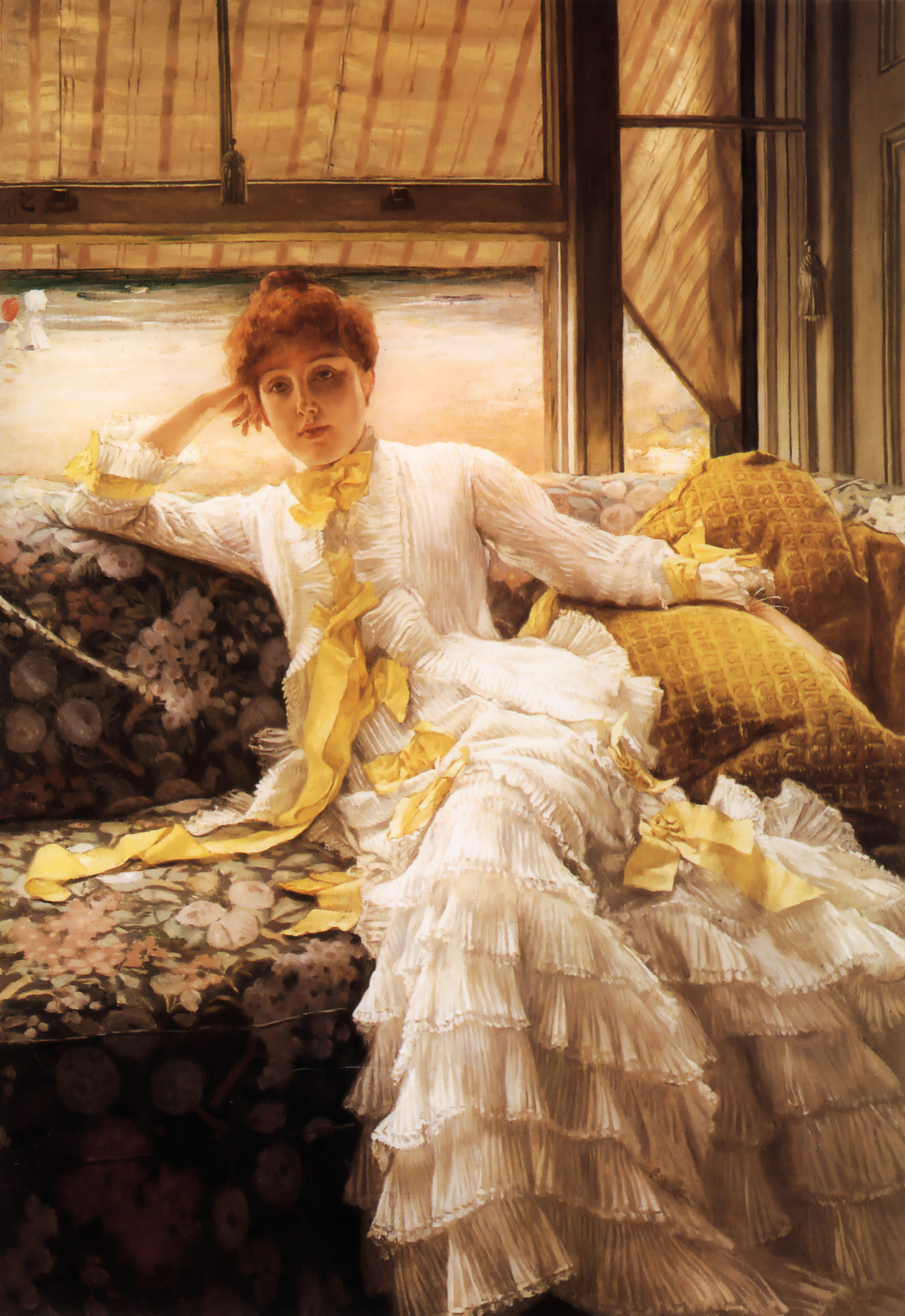
Побережье, 1878 г.
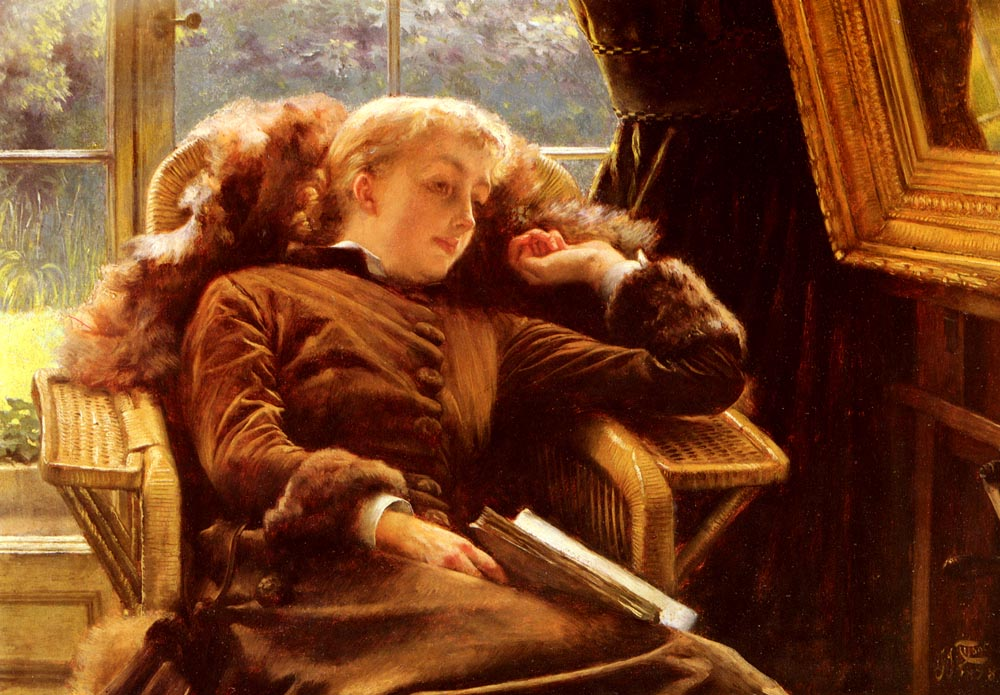
Кэтлин Ньютон в кресле, 1878 г.
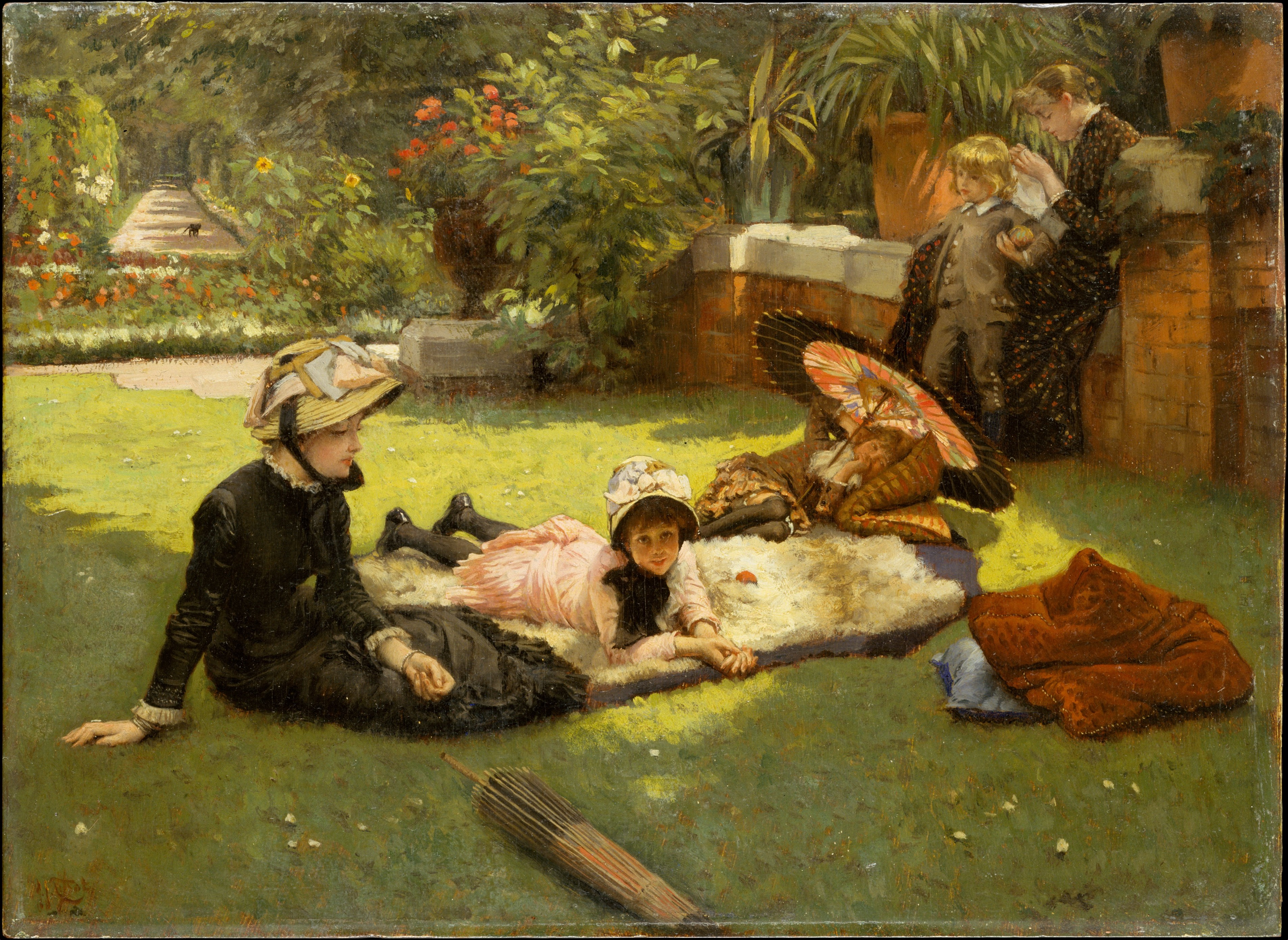
При полном солнечном свете, ок. 1881 г.
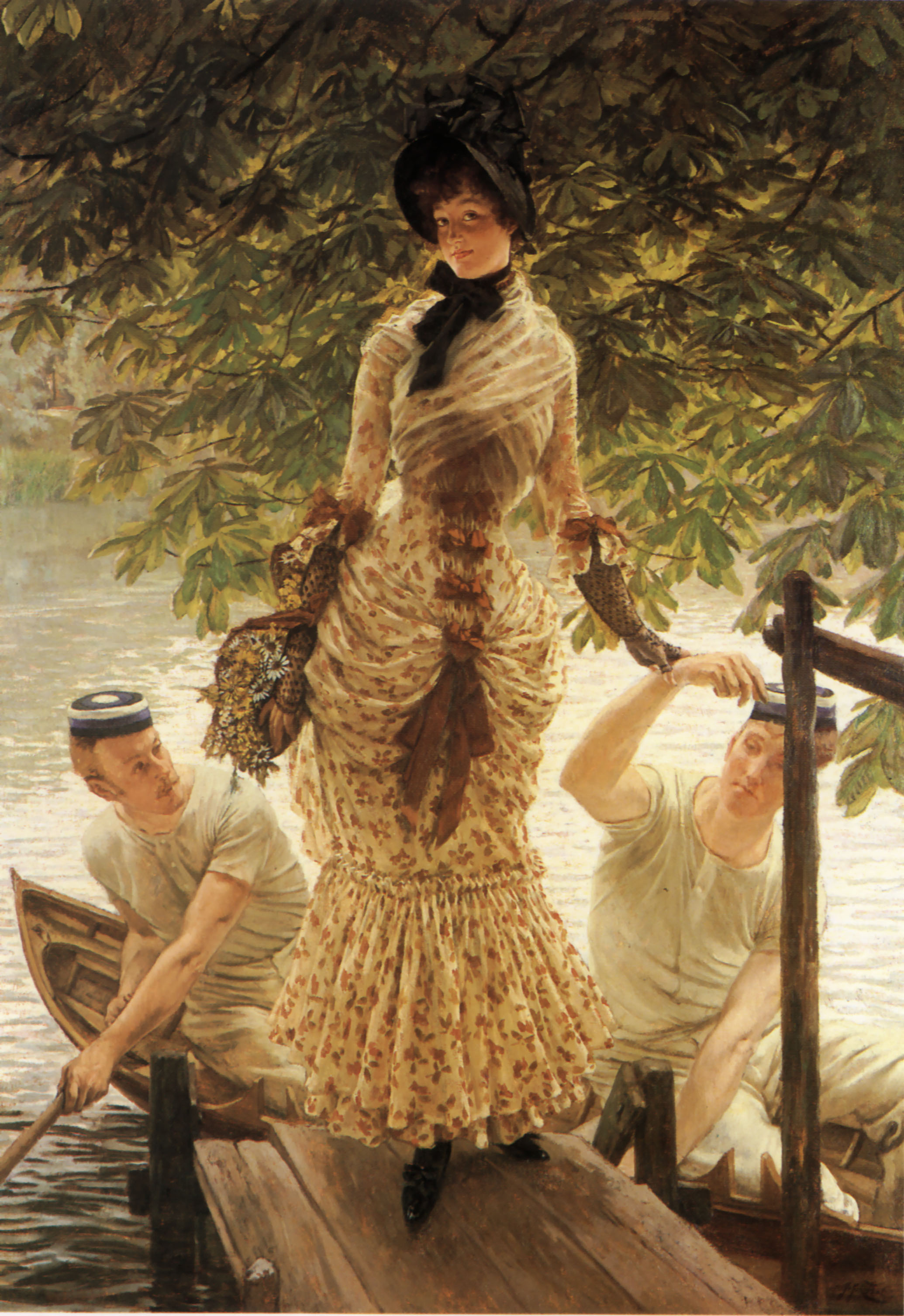
На Темзе, 1882 г.
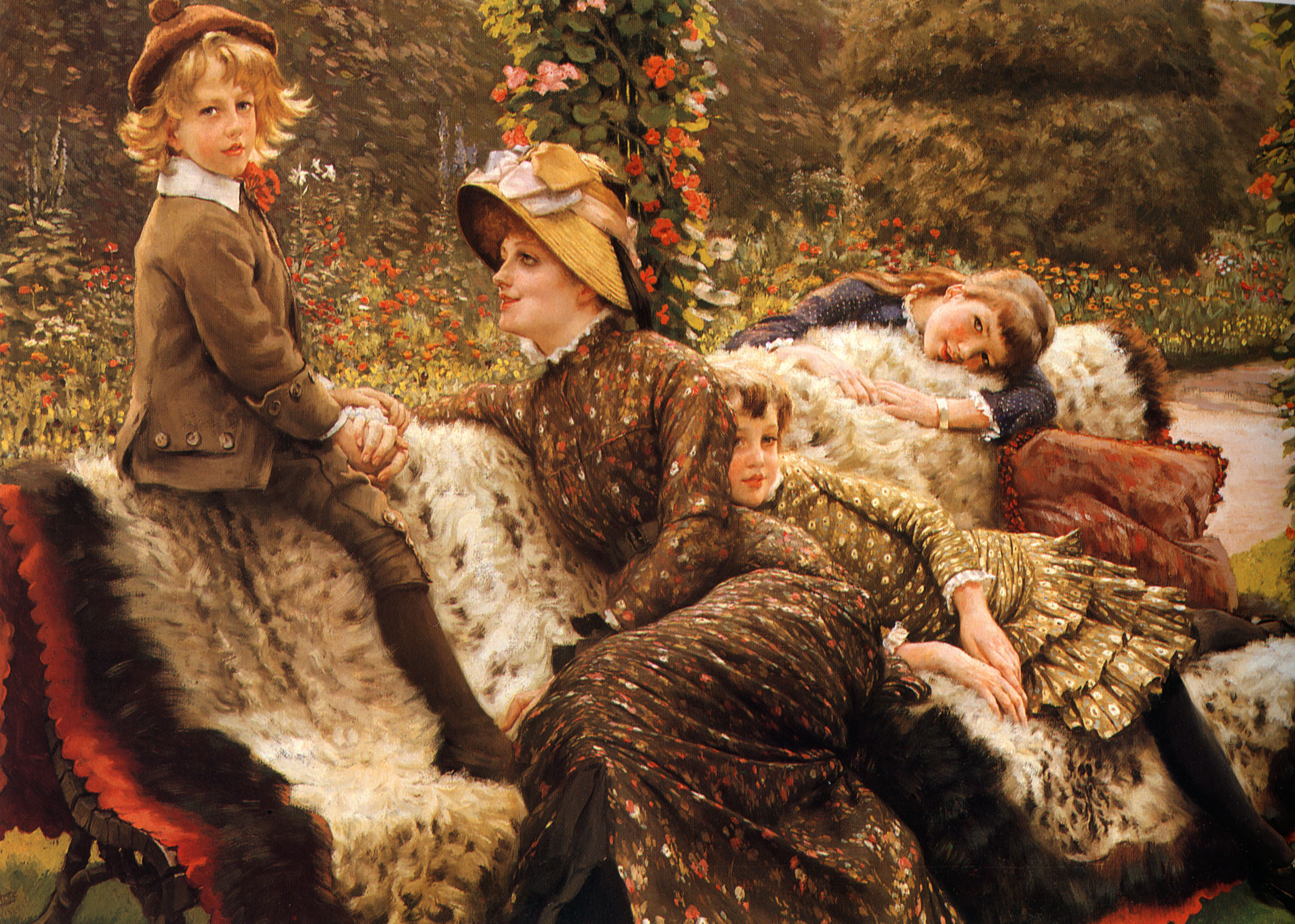
Скамейка в саду, 1882 г.
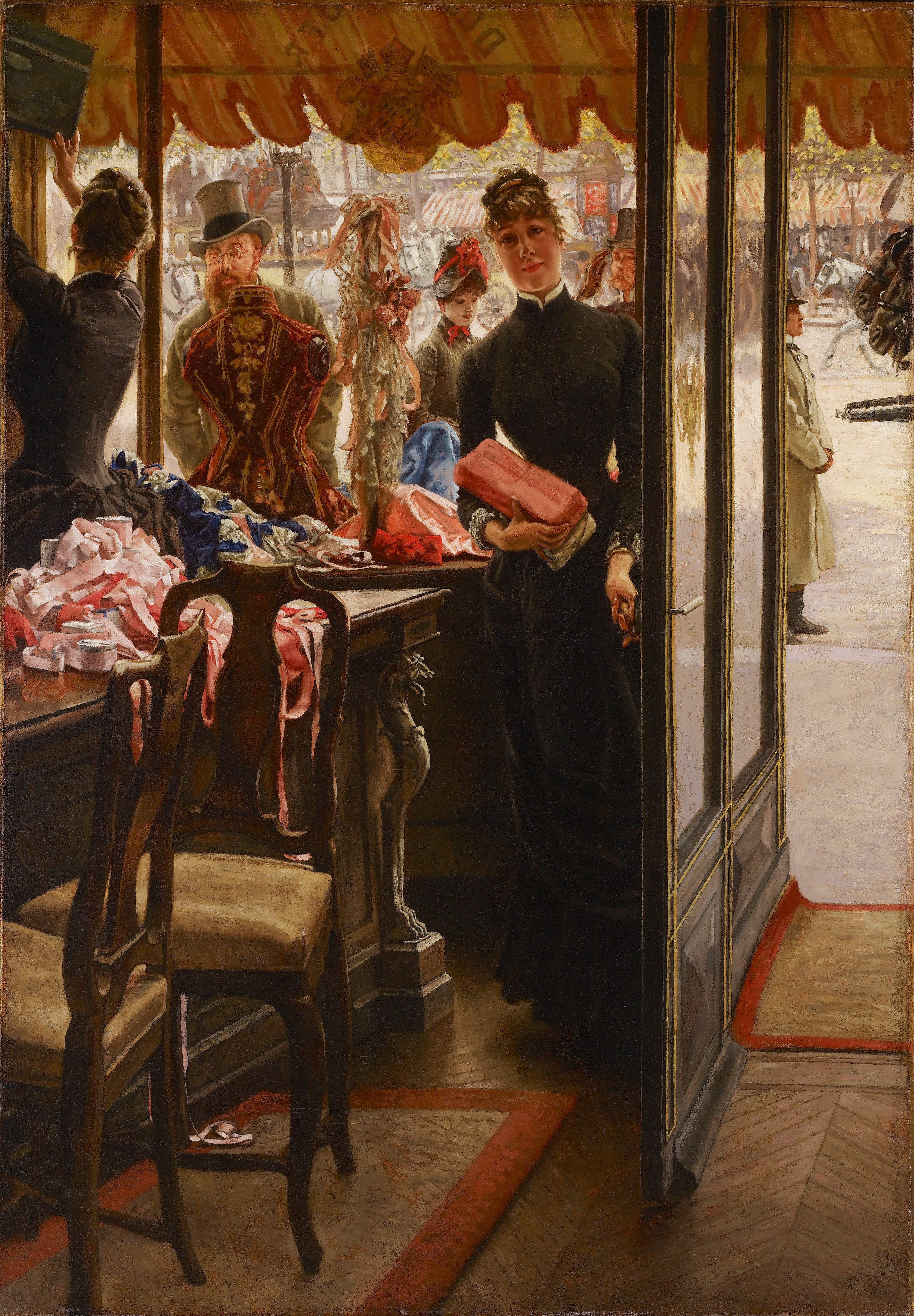
Девушка из магазина, 1883–1885 гг.
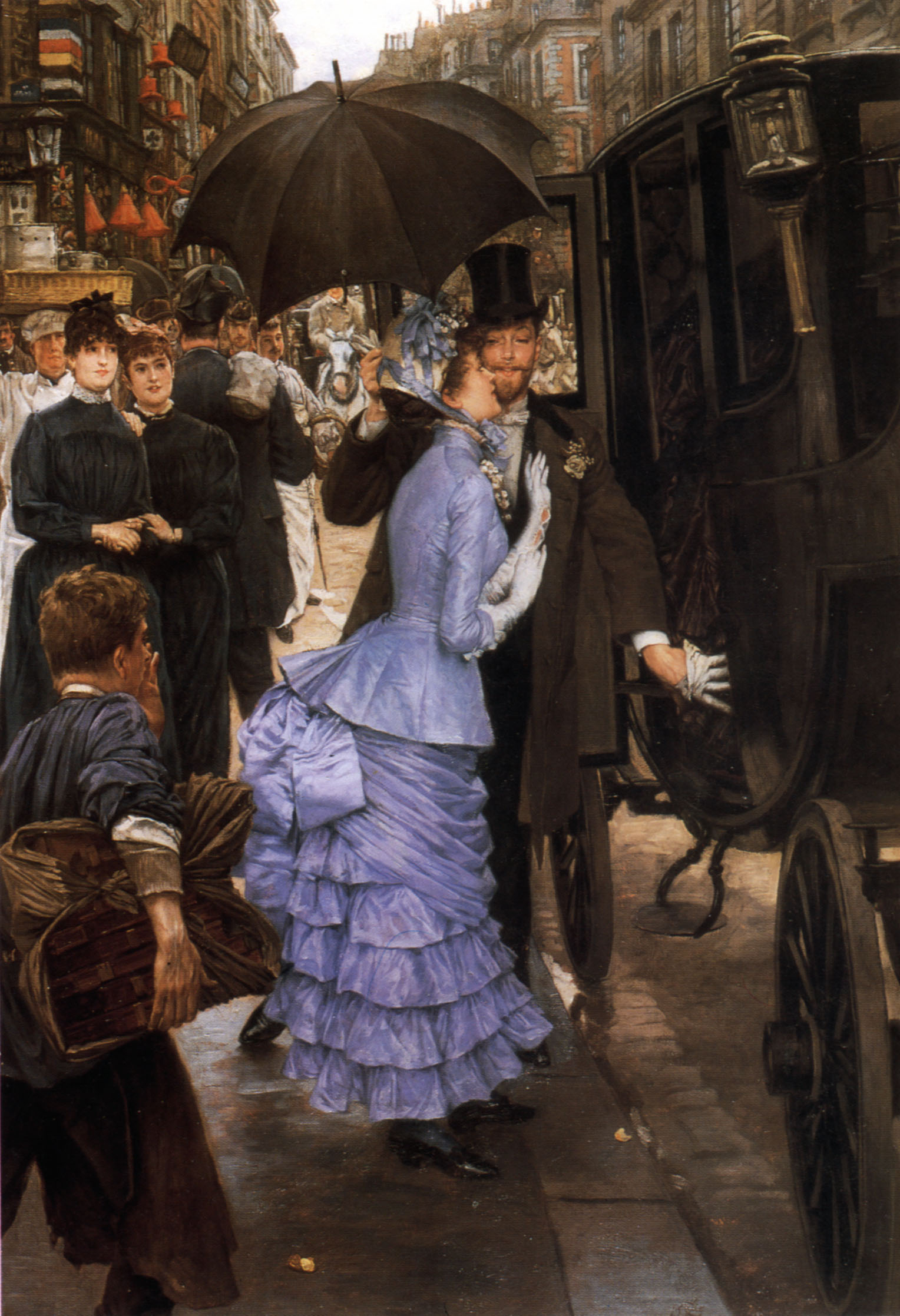
Подружка невесты, 1883-1885гг.
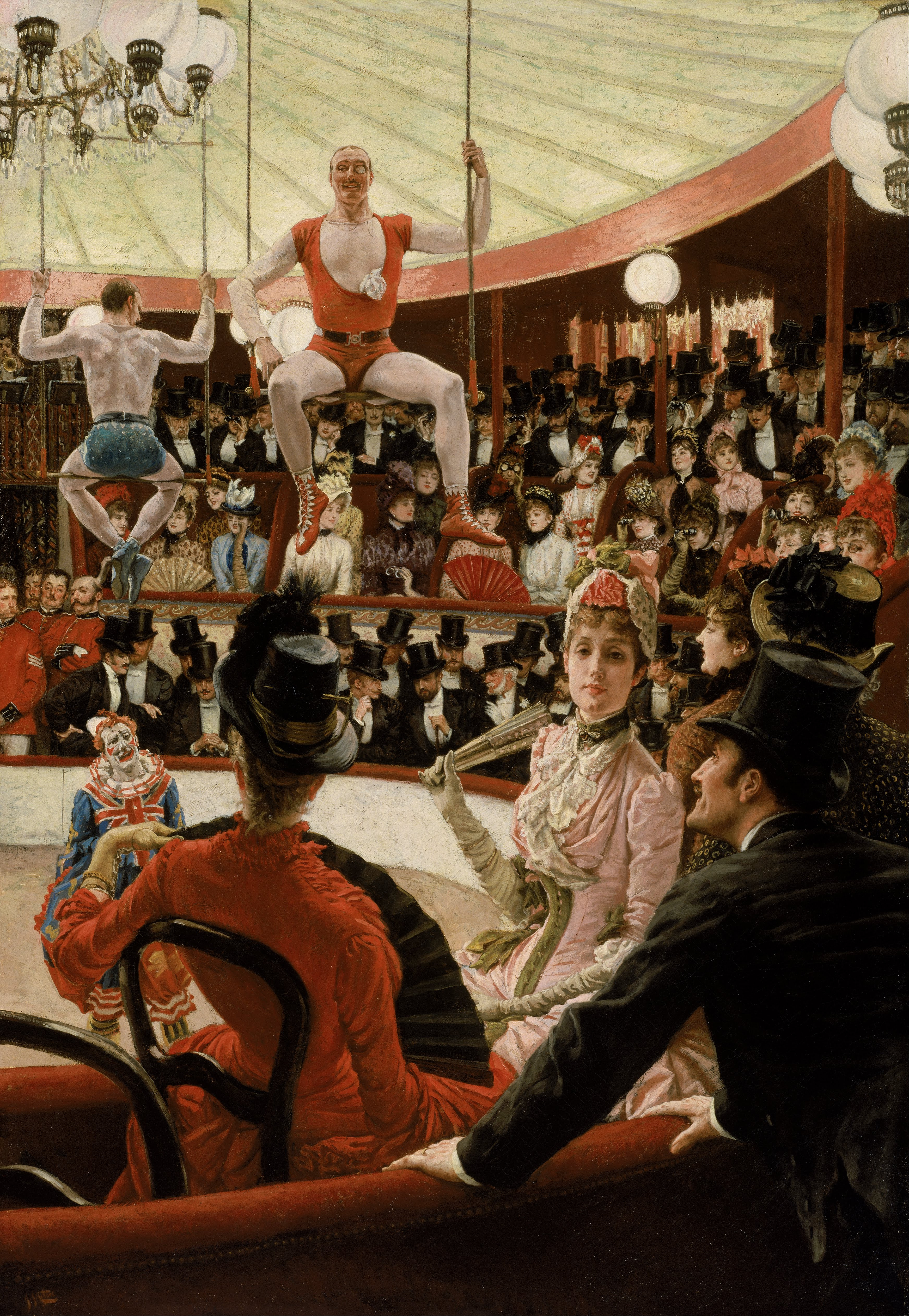
Парижские женщины – любительницы цирка, 1885 г.
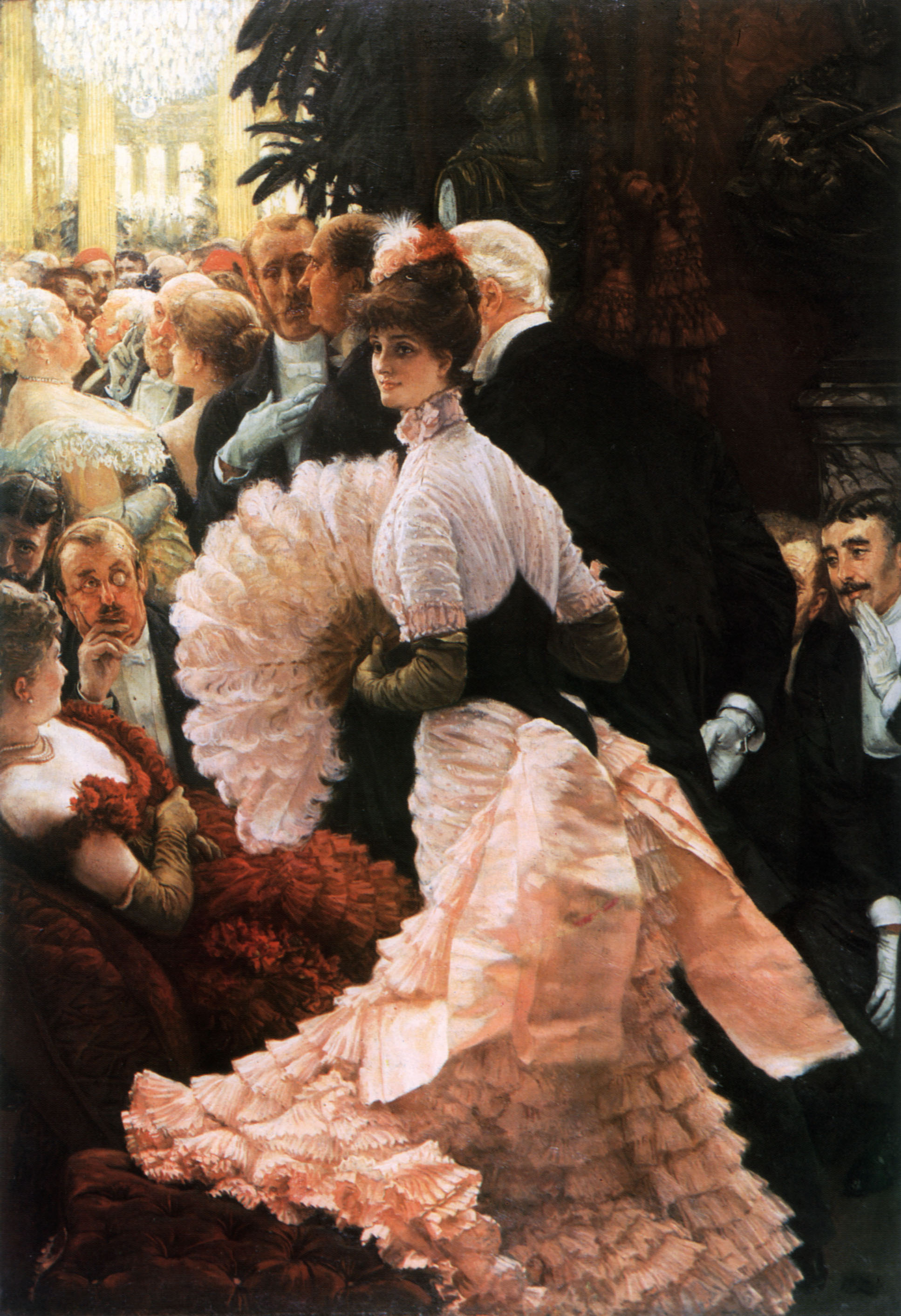
Амбициозная женщина, 1885 г.
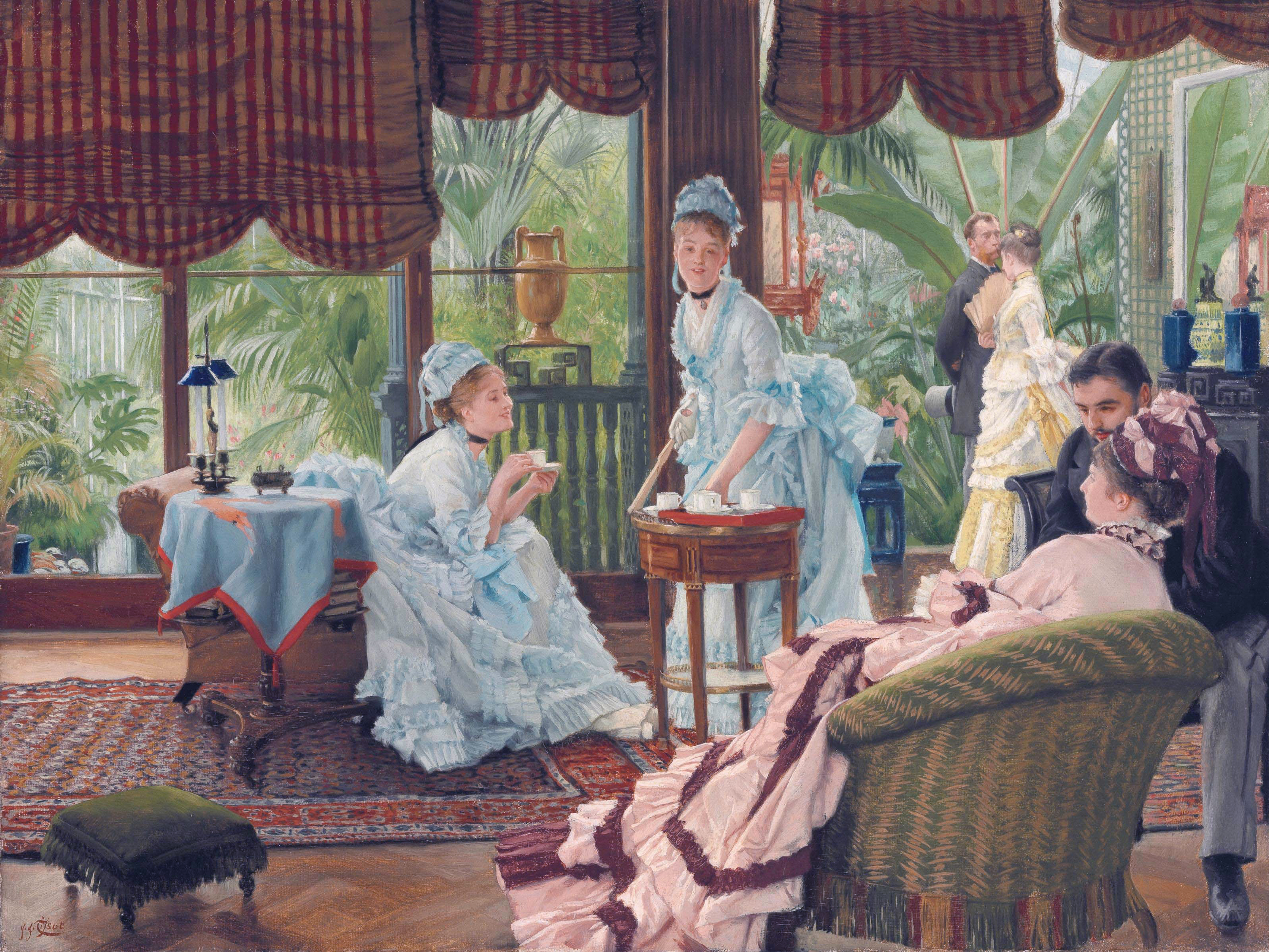
В оранжерее
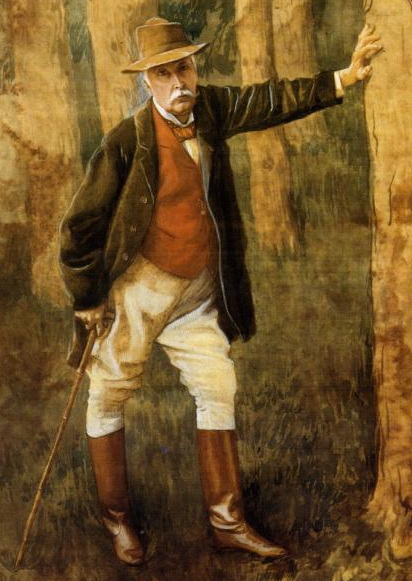
Автопортрет, 1898 г.

### Иллюстрации к Библии

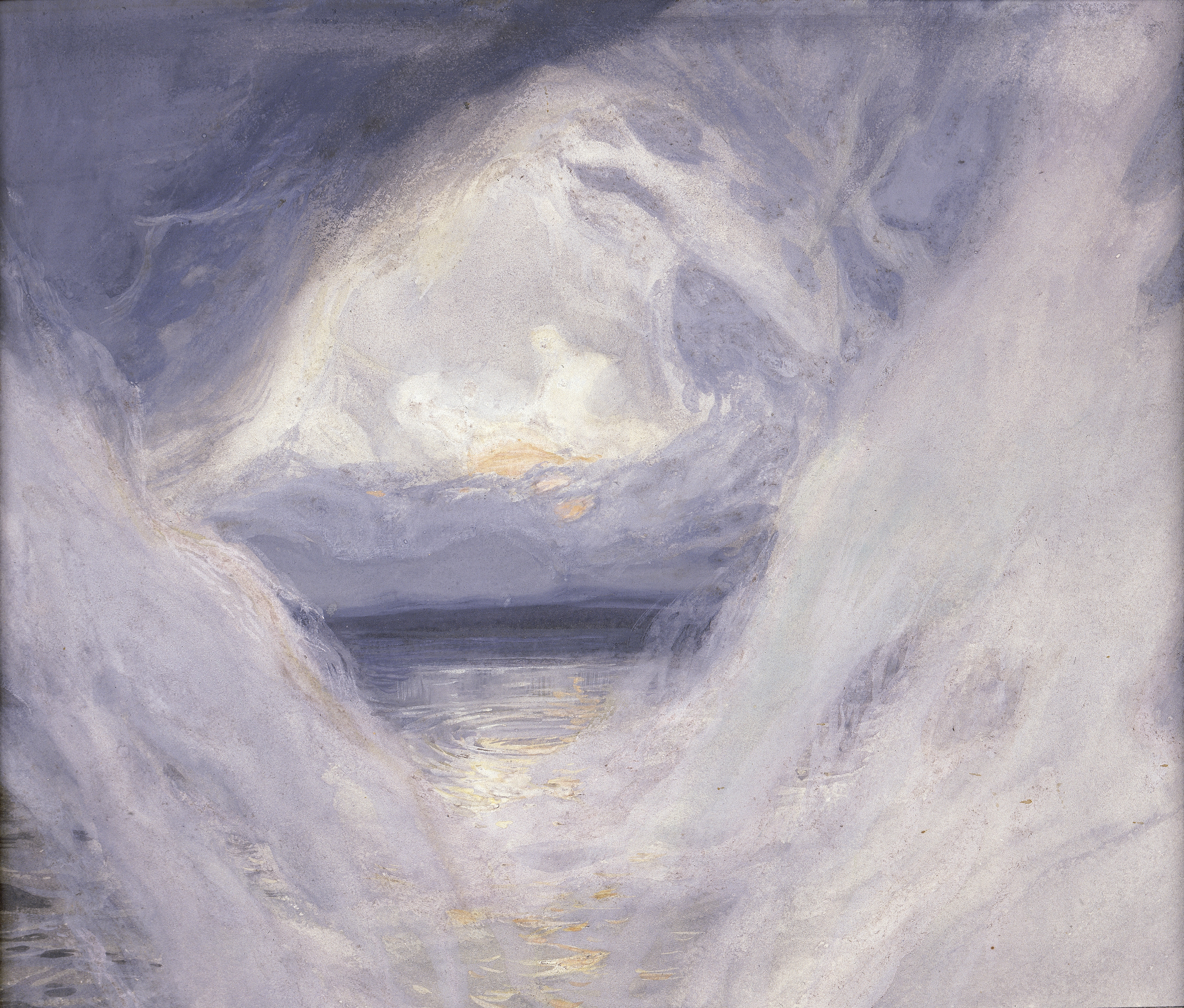
Создание, ок. 1896-1902, Еврейский музей
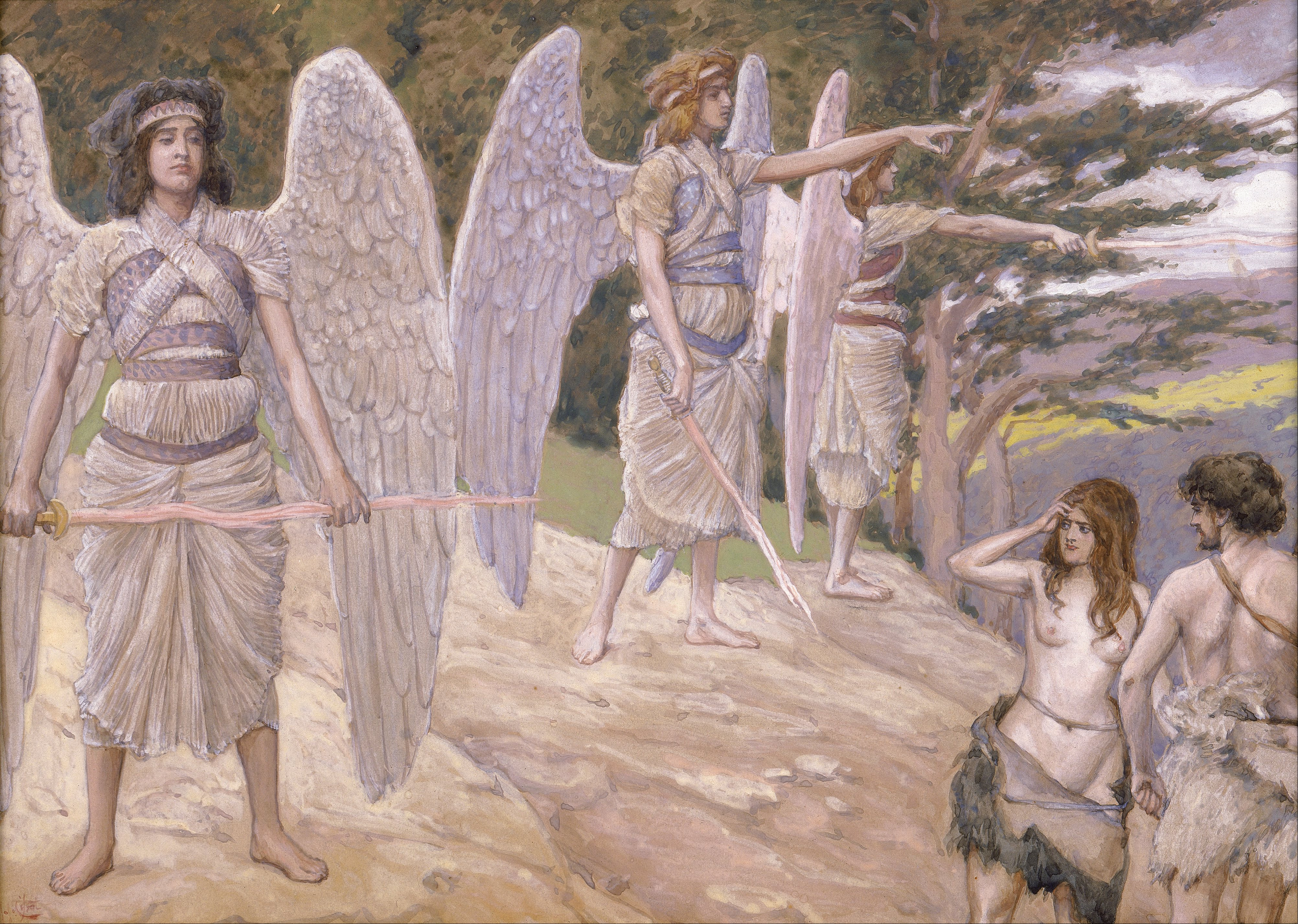
Адама и Еву изгоняют из рая, ок. 1896-1902
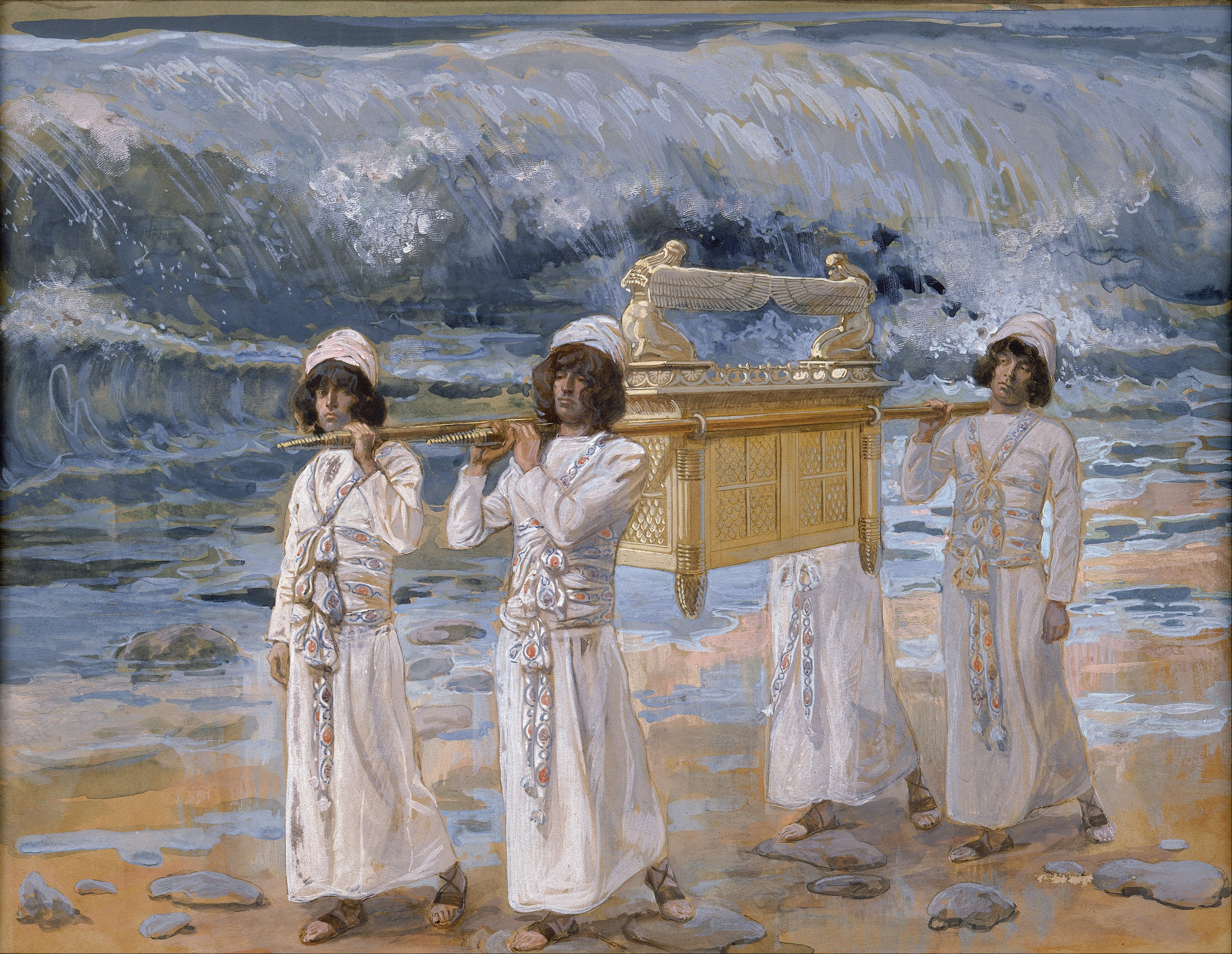
Ковчег переправляется через Иордан, ок. 1896-1902
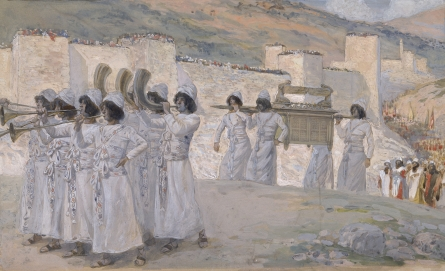
Семь труб Иерихона, ок. 1896-1902

### Жизнь Христа

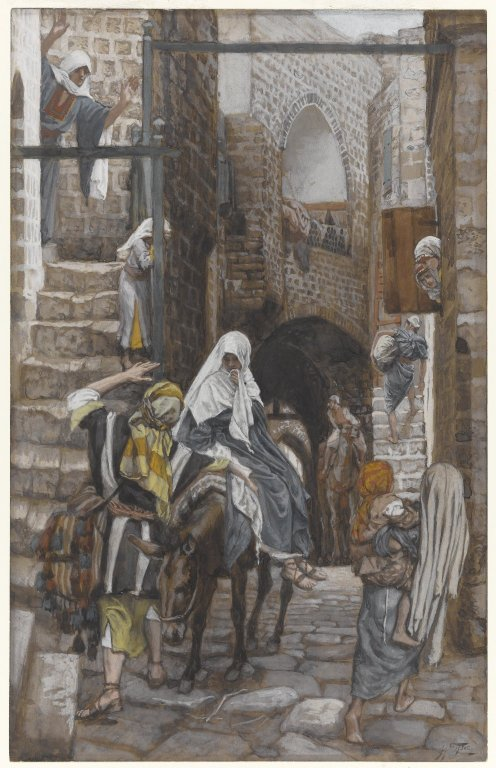
Святой Иосиф Ищет ночлег в Вифлееме, 1886-1894
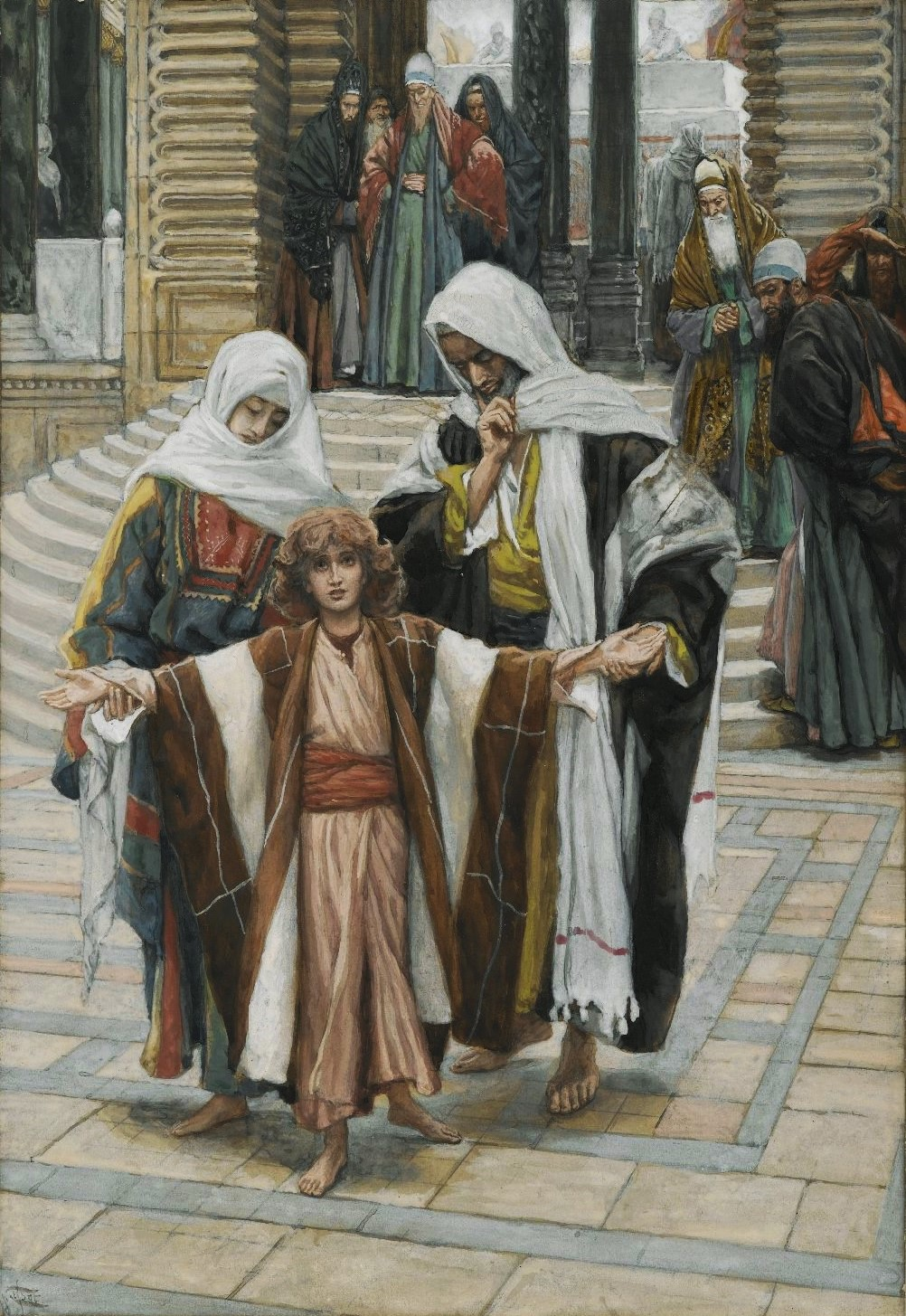
Иисуса найден в Храме, 1886-1894
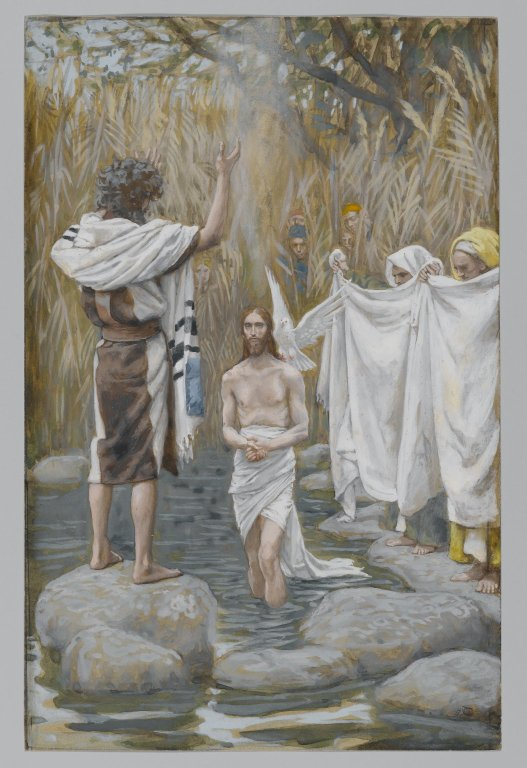
Крещение Иисуса, 1886-1894
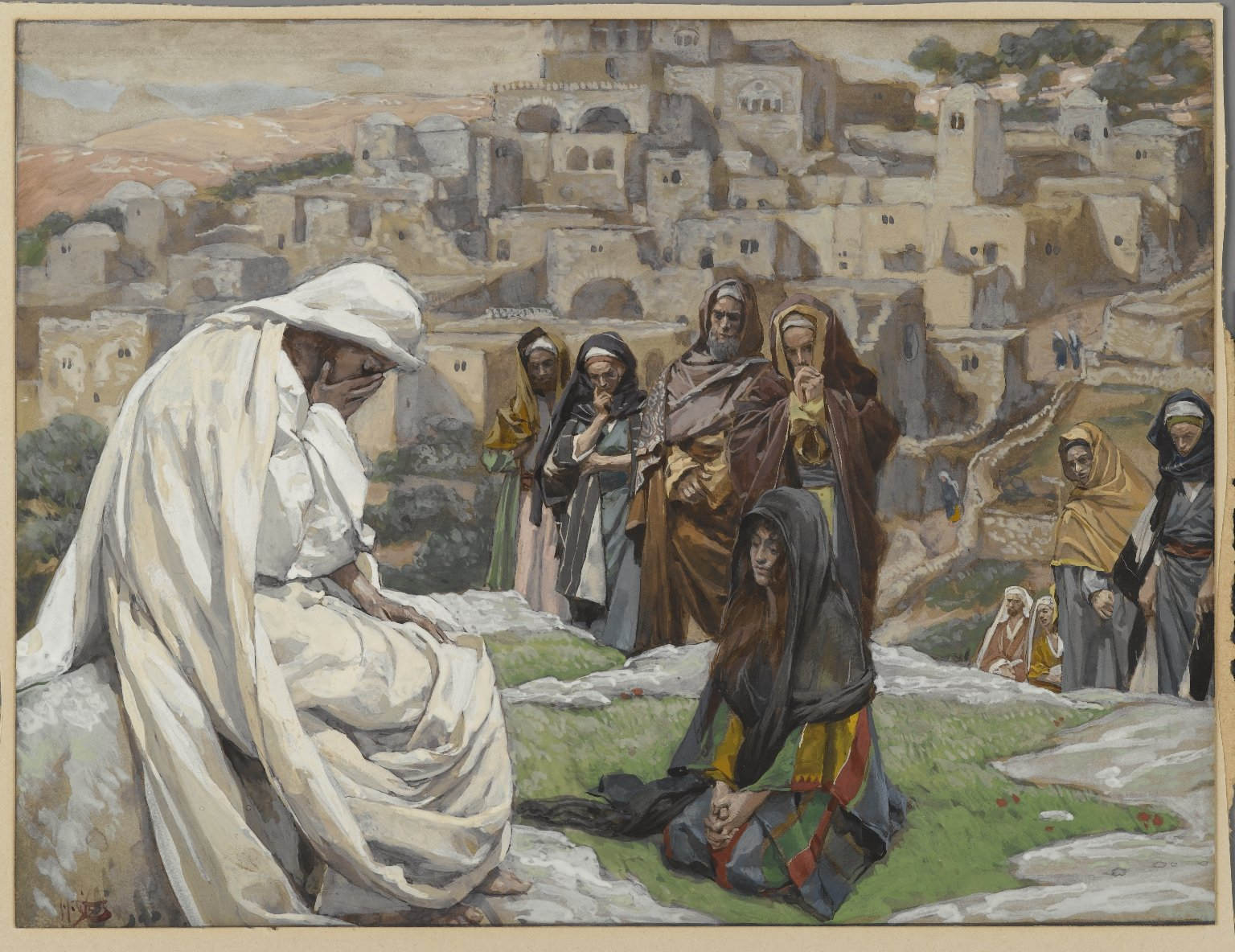
Плач Иисуса, 1886-1894
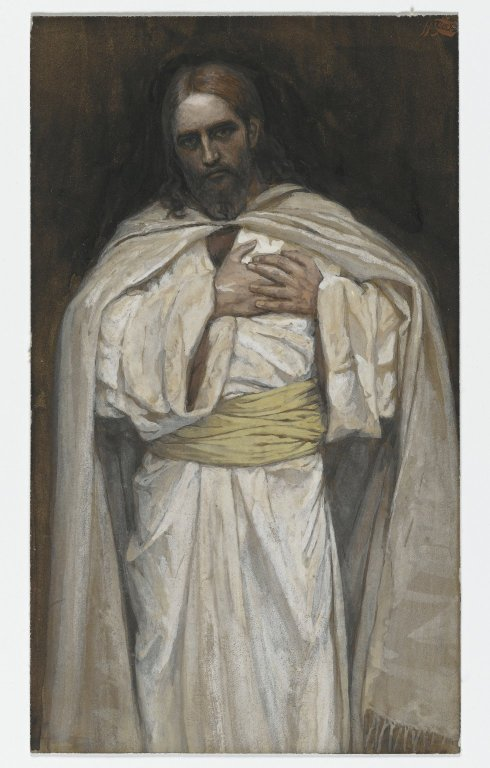
Господь Наш Иисус Христос, 1886-1894
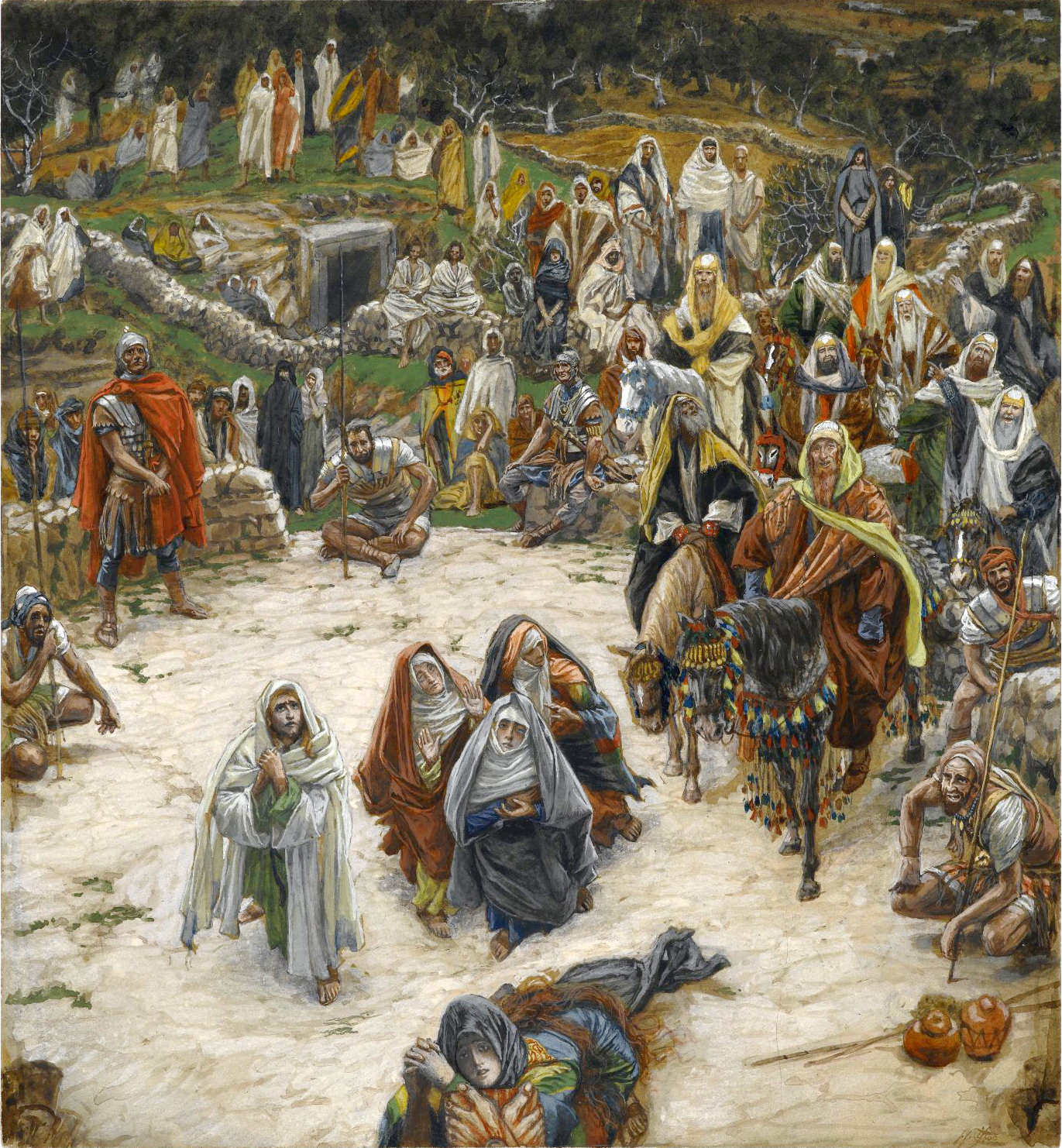
Что Господь видел с креста, 1886-1894
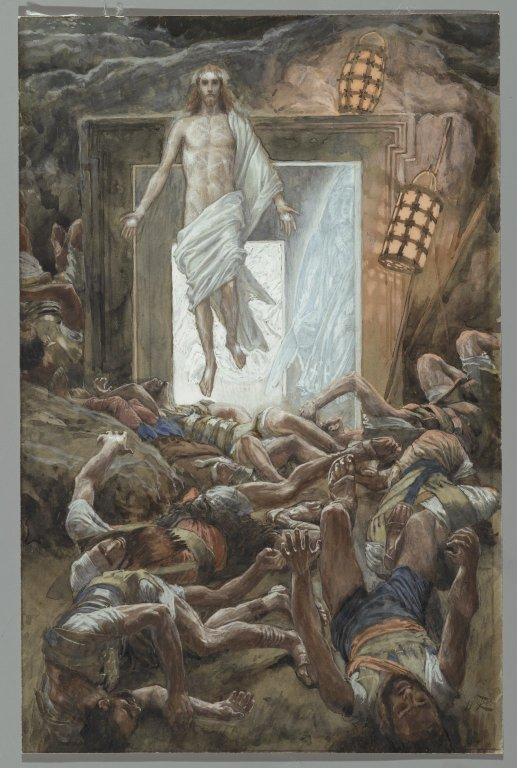
Воскрешение, 1886-1894
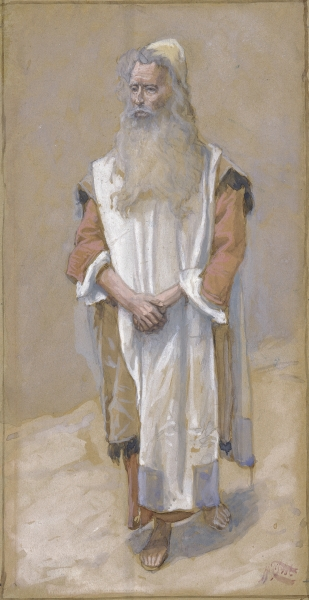
Моисей, 1896–1902